# Sima de los Huesos
Pour un article plus général, voir sierra d'Atapuerca.
Sima de los Huesos signifie en français « gouffre des ossements » et désigne un aven qui contient un gisement paléolithique âgé de 430 000 ans. Sa richesse en fossiles en fait la source d'information principale de la paléoanthropologie de cette période en Europe. La cavité est constituée d'une salle au fond d'un puits de 14 m et a été creusée par une rivière souterraine dans la Cueva Mayor de la sierra d'Atapuerca en Espagne, massif classé au patrimoine mondial,.
La Sima de los Huesos a éveillé l'intérêt pour la sierra d'Atapuerca après la découverte d'une mandibule humaine archaïque complète en 1976. Elle a depuis livré une grande quantité de fossiles appartenant à au moins 28 individus, ce qui constitue l'un des deux plus grands gisements humains du registre fossile, avec les grottes de Rising Star qui ont livré Homo naledi en Afrique du Sud. Le caractère non accidentel de ce rassemblement d'os pourrait peut-être en faire la plus ancienne manifestation documentée d'un acte rituel,,, plus de 300 000 ans avant les sites attestés de Es Skhul et Qafzeh en Israël. De multiples impacts, certains létaux, sur plusieurs crânes, témoignent de la violence de certaines morts, un individu au moins ayant été la victime d'un meurtre,. Ces personnes étaient droitières,,. À ce jour aucun contre-indice au langage parlé n'a pu être décelé chez ces individus, portant peut-être l'apparition du langage assez tôt dans l'évolution humaine,,,. D'une stature semblable aux hommes de Néandertal, leur large ossature suggère un corps plus lourd que les hommes modernes pour une taille plus petite,,,,.
Les fossiles présentent un état de conservation si exceptionnel qu'il a permis d'en extraire les plus anciens ADN humains jamais analysés en 2013 (mitochondrial) puis en 2016 (nucléaire), malgré leur âge. Ces informations ont permis de reconstituer l'arbre phylogénétique probable entre les espèces humaines récentes dont l'ADN est déjà connu : Homme de Néandertal, Homme de Denisova et Homme moderne,. L'attribution initiale des fossiles à Homo heidelbergensis a été infirmée par l'équipe d'Atapuerca en 2014. Ces spécimens sont désormais attribués à l'Homme de Néandertal. Les individus de la Sima de los Huesos seraient de proches descendants de l'ancêtre commun des Dénisoviens et des Néandertaliens, qui ont perduré respectivement en Asie et en Europe pendant quelque 400 000 ans, jusqu'à l'arrivée de l'Homme moderne il y a environ 50 000 ans,,,. Les fouilles se poursuivent chaque été depuis 1984. Au rythme de quelques centimètres par an, elles promettent encore de nombreuses découvertes.

## Découverte

### Visites récentes

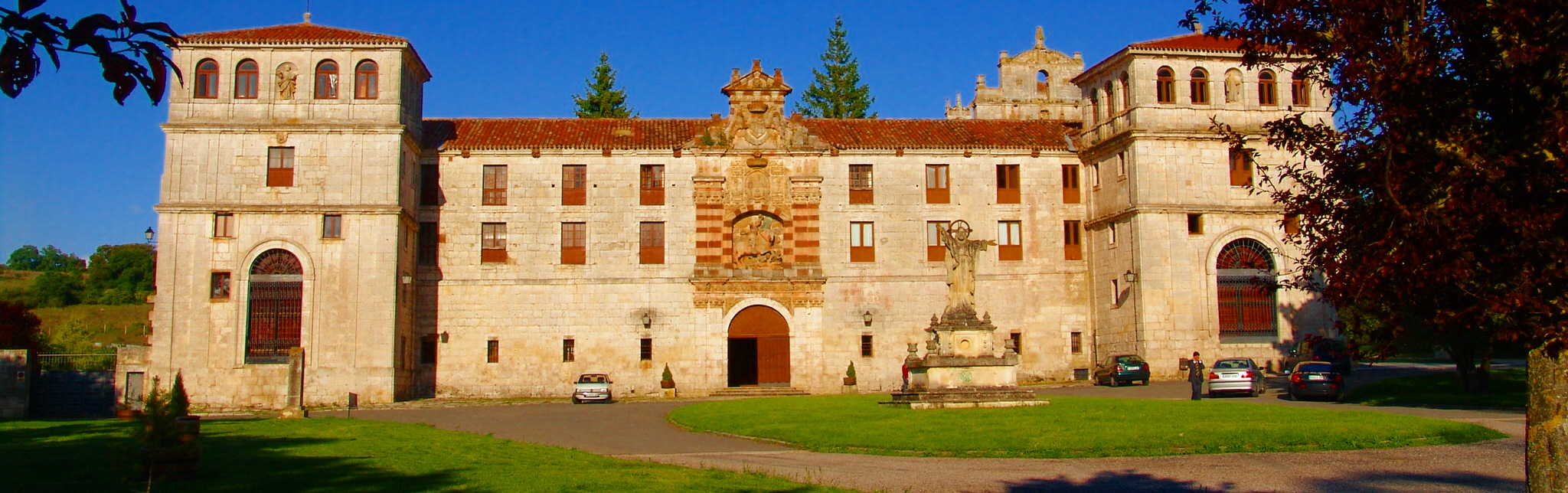
Façade du monastère de San Pedro de Cardeña de Burgos.

La grotte est citée dès le Xe siècle dans des documents du monastère de San Pedro de Cardeña de Burgos. Les visiteurs ont depuis longtemps laissé des graffitis indiquant leur passage et le complexe de la Cueva Mayor en contient aujourd'hui une grande quantité. La plus ancienne inscription indique ainsi l'an 1444 et est située dans la Galería del Silo. Les ingénieurs des mines Sampayo et Zuaznavar, qui visitèrent la grotte en 1868 et publièrent un livre relatant leur exploration, rapportent avoir vu une inscription qu'ils estimèrent du XIIIe siècle ainsi qu'une aux motifs qui leur ont paru arabes (les arabes ont quitté la région au VIIIe siècle). D'autres suivent alors de plus en plus nombreuses. Par ailleurs une chronique du bouffon de l'empereur Charles Quint relate une visite de la cour dans la grotte. Bien qu'il n'y ait rien de certain à partir de ce témoignage, il démontre que l'endroit n'était pas inconnu. Toutefois il n'y a aucune indication que ces visiteurs aient également pénétré dans la Sima : elle était d'ailleurs alors connue sous le nom du puits seulement, El Silo, d'où le nom de la galerie qui y mène, la Galería del Silo.
La plus ancienne visite documentée de la Sima de los Huesos est un manuscrit de 1795. Il décrit une visite par des habitants du village de Rubena qui apportent des cordes et explorent les puits de la grotte. Devant l'absence d'inscription dans la Sima de los Huesos ils pensent être les premiers à y descendre. Ils y découvrent l'amoncellement d'os qu'ils fouillent en surface, à la base du puits seulement, renonçant à descendre la rampe. Ils pensent qu'ils proviennent de grands animaux d'après la taille des os et des dents et en emportent quelques-uns.
Le complexe karstique est ensuite décrit dans l'ouvrage de 1868 de Sampoyo et Zuaznavar. Il est accompagné d'un plan et de dessins de la grotte. Les auteurs y décrivent en détail la cavité, ses stalactites et silos, mais ne pénètrent pas dans le silo riche en ossements faute de moyens.
Enfin, des passionnés de spéléologie fondent l'association Grupo Espeológico Edelweiss en 1951 à Burgos et acquièrent une connaissance importante de la sierra d'Atapuerca, dont ils cartographient le système karstique et la Sima de los Huesos. Ils découvrent des fossiles dans la Trinchera del Ferrocarril, sans autorisation de fouilles et avec des moyens parfois peu orthodoxes, mais sur indications du paléontologue catalan Miquel Crusafont. Certains seront confisqués tandis que d'autres serviront à alimenter l'Institut Provincial de Paleontologia créé par ce dernier en Catalogne en 1969, aujourd'hui Institut de Paleontologia Miquel Crusafont de Sabadell.

### Découverte officielle

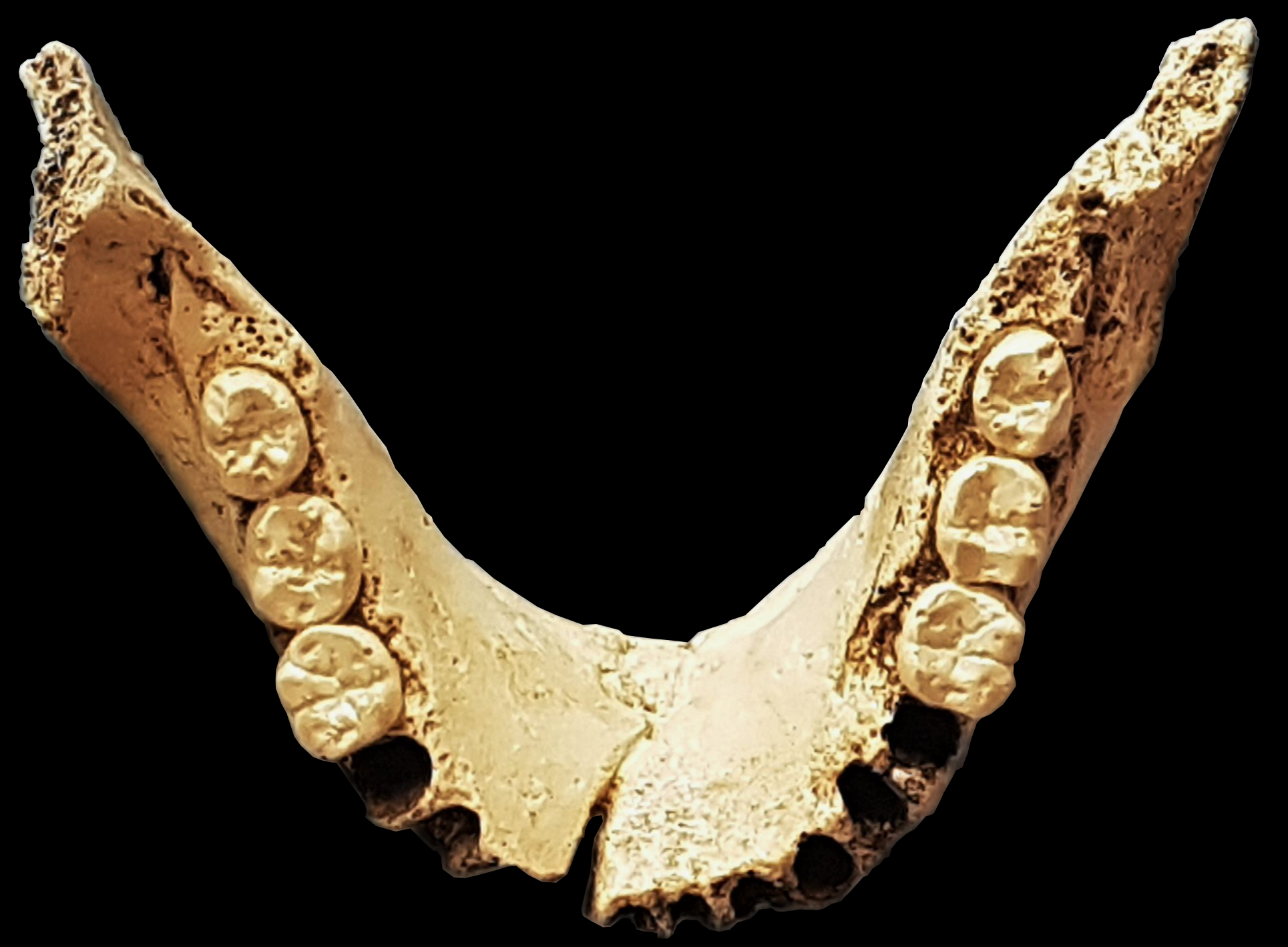
La mandibule AT-1, premier fossile officiellement découvert dans la Sima, exposée au musée Géominier de Madrid.

En décembre 1975 un étudiant en thèse, Trinidad de Torres, participe à une conférence sur la conservation des grottes à Burgos. Il discute des fossiles de la Trinchera del Ferrocarril avec les membres du Groupe Edelweiss et ces derniers l'invitent à y organiser une expédition l'été suivant. La campagne débute en août 1976 dans la Trinchera dont Torres divise et rebaptise les sites en Gran Dolina et Tres Simas (Galería). Torres était à la recherche de fossiles, mais les résultats manquent, jusqu'au 12 août où le groupe arrive dans la Sima de los Huesos. Le premier fossile humain alors officiellement découvert fut une mandibule, baptisée AT-1. Trouvée par des membres du groupe de fouille constitué par Torres, elle était située sous une couche contenant des os d'ours de Deninger, eux-mêmes ancêtres des ours des cavernes, révélant ainsi la grande ancienneté du site. 
Torres réalise l'immense potentiel de la cavité : à elle seule cette découverte est aussi importante que celle de la mandibule de Mauer en 1907, pourtant une grande quantité d'ossements humains supplémentaires s'annonce. Il demande une autorisation au détenteur du permis de fouilles archéologiques dans la Cueva Mayor, alors attribué pour El Portalón, le gisement de l'Antiquité situé à l'entrée de la Cueva Mayor. Le 25 septembre la découverte est évoquée dans le journal local. Le 28, le Groupe Edelweiss ferme délibérément la jonction entre la Cueva del Silo et la Cueva Mayor qui se faisait à quelques mètres de la Sima, pour éviter les pillages. Trinidad de Torres est depuis considéré comme celui qui a compris le premier l'intérêt de la sierra d'Atapuerca. Cependant Trinidad était encore en doctorat, son directeur de thèse Emiliano Aguirre prit donc la main sur l'organisation d'un groupe d'étude pour Atapuerca. Il dirigea les recherches jusqu'à sa retraite en 1990, tandis que Torres cessa d'appartenir à l'équipe. La direction des fouilles est ensuite transmise à Juan Luis Arsuaga, Eudald Carbonell et José María Bermúdez de Castro. À ce titre ils reçurent le Prix Prince des Asturies de la Recherche Scientifique et Technique, et le Prix Castilla y León des Sciences Sociales et Humanités en 1997. Trinidad de Torres ne fut pas invité, Emiliano Aguirre le cita cependant dans son discours.
Les fouilles régulières des sédiments débutèrent dans la saison 1984. En 1987, un échafaudage a été accroché aux parois pour ne pas marcher sur le sol. Pendant la même saison, un puits a été creusé entre le toit de la Salle des Cyclopes et le sol extérieur sus-jacent pour réduire l'équipement à emporter et évacuer les découvertes facilement. Ce puits sert aussi à aérer l'air ambiant pour les équipes de fouilles dans l'aven. Lors des premières recherches, des blocs de grès avaient été fragmentés pour y trouver des fossiles. Les débris avaient ensuite été laissés dans un trou, dans la Salle des Cyclopes. Pendant les saisons 90 et 91 ces débris ont été étudiés et ont permis la découverte de 161 nouveaux fossiles, dont des dents appartenant à la mandibule AT-1.
Avec les autres sites de la Sierra d'Atapuerca, la Sima de los Huesos a été inscrite au patrimoine mondial en 2000 et maintenue en 2014.

## Description de la cavité

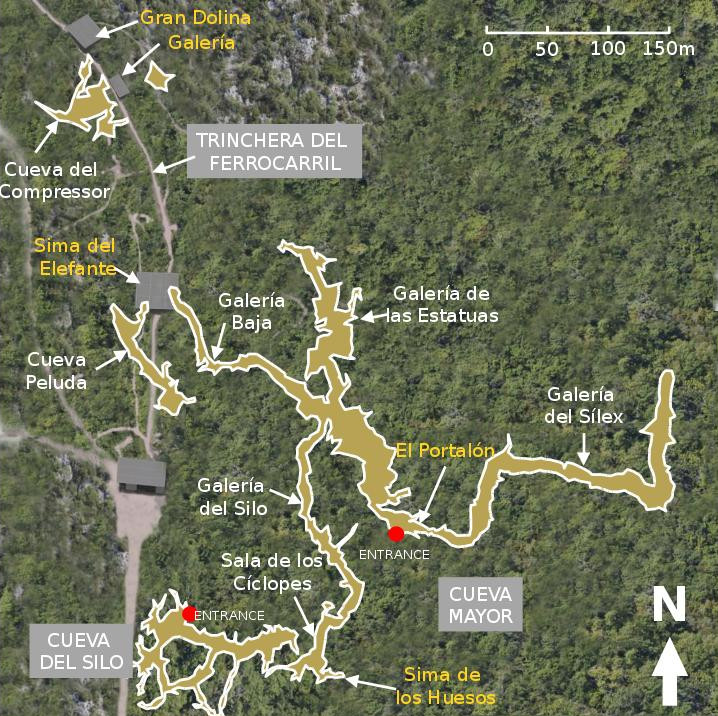
Plan des gisements de la sierra d'Atapuerca avec la Sima de los Huesos à l'extrême sud de la Cueva Mayor (en bas de l'image en jaune).

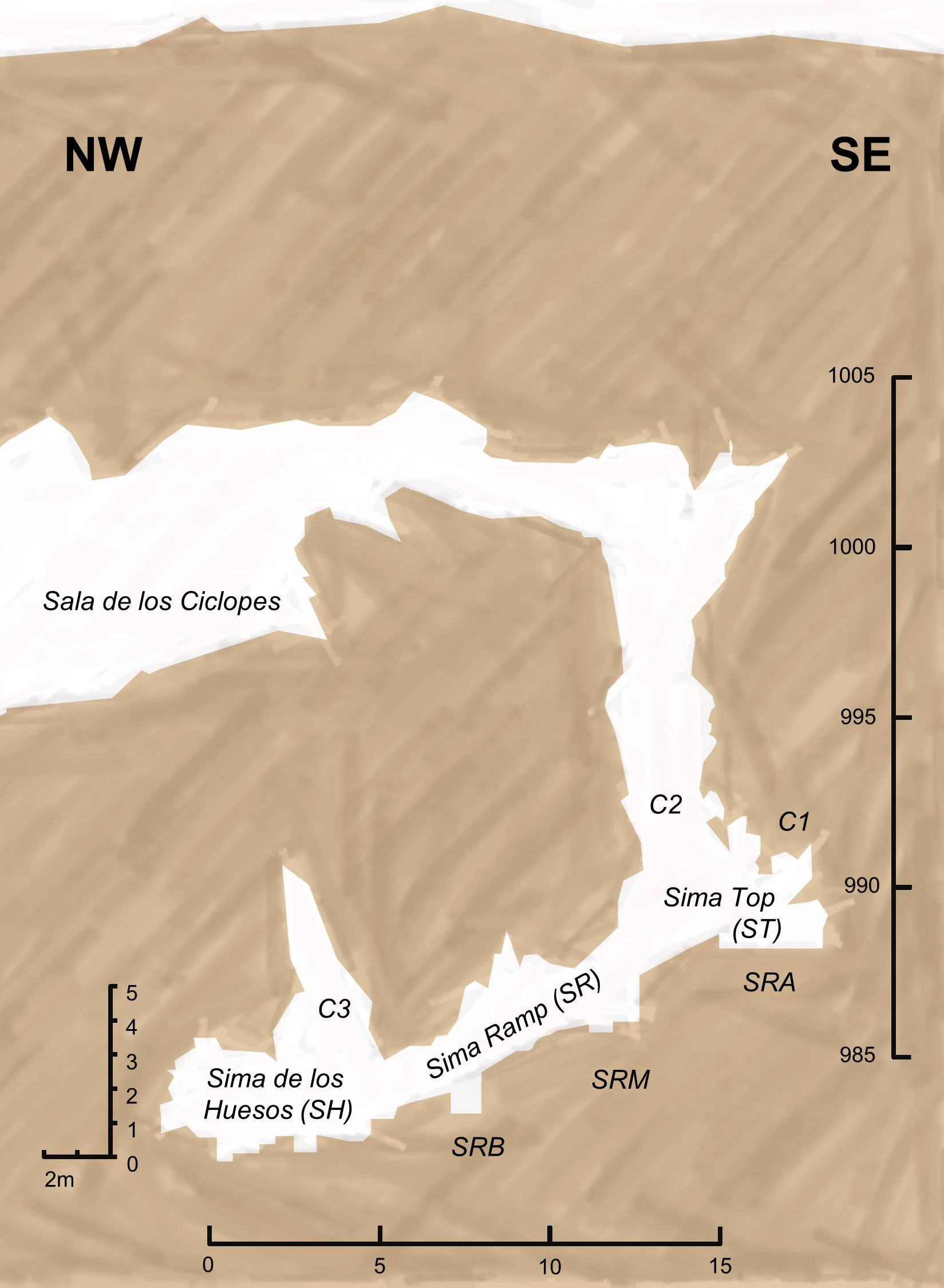
Coupe longitudinale de la Sima de los Huesos avec ses cheminées, dont le puits (C2), qui rejoint la terrasse de la Salle des Cyclopes (reproduction d'après le résultat d'un scan 3D),.

### L'aven dans la Cueva Mayor
Pour accéder à la Sima il faut aujourd'hui parcourir un demi-kilomètre depuis l'entrée du complexe karstique principal, la Cueva Mayor. L'entrée de la Sima de los Huesos est située dans la Sala de los Ciclopes ou Salle des Cyclopes. Cette Salle des Cyclopes communiquait aussi avec la Cueva del Silo par un conduit étroit découvert en 1965 lors d'une exploration par le groupe spéléologique Edelweiss de Burgos. Cette voie fut ensuite obturée par sécurité et pour restreindre l'accès à la Sima.
L'étude des parois de la Salle des Cyclopes montre que sa moitié sud a un temps été remplie par des sédiments qui ont ensuite été charriés dans une phase érosive de l'histoire du karst. Il reste encore aujourd'hui des sédiments attachés aux parois et au plafond. Ces sédiments ont pu venir d'une ou plusieurs entrées disparues aujourd'hui. En bas du mur sud de la salle des Cyclopes, un court passage mène à une petite salle puis s'achève par un éboulis. Des mesures gravimétriques et magnétométriques suggèrent la présence d'une autre entrée. On y trouve par ailleurs des griffades d'ours. En revanche, on n'y trouve pas d'outils de pierre ou de fossiles. La hauteur des griffades sur les parois montre que la topographie des lieux n'a plus beaucoup changé depuis la venue du dernier ours.
Dans le coin sud-est de Salle des Cyclopes, une raide pente sédimentaire de 5 m mène à une terrasse où se trouve l'entrée du puits qui donne dans la Sima de los Huesos. L'accès à l'aven se fait là par un gouffre de 13 m de profondeur qui aboutit au-dessus d'une pente d'une douzaine de mètres. Cette rampe descend vers l'ouest et donne enfin sur une chambre basse de 27 m2, plafonnée par un conduit vertical qui se rétrécit sur plusieurs mètres avant que le grès ne l'obstrue.

### Stratigraphie

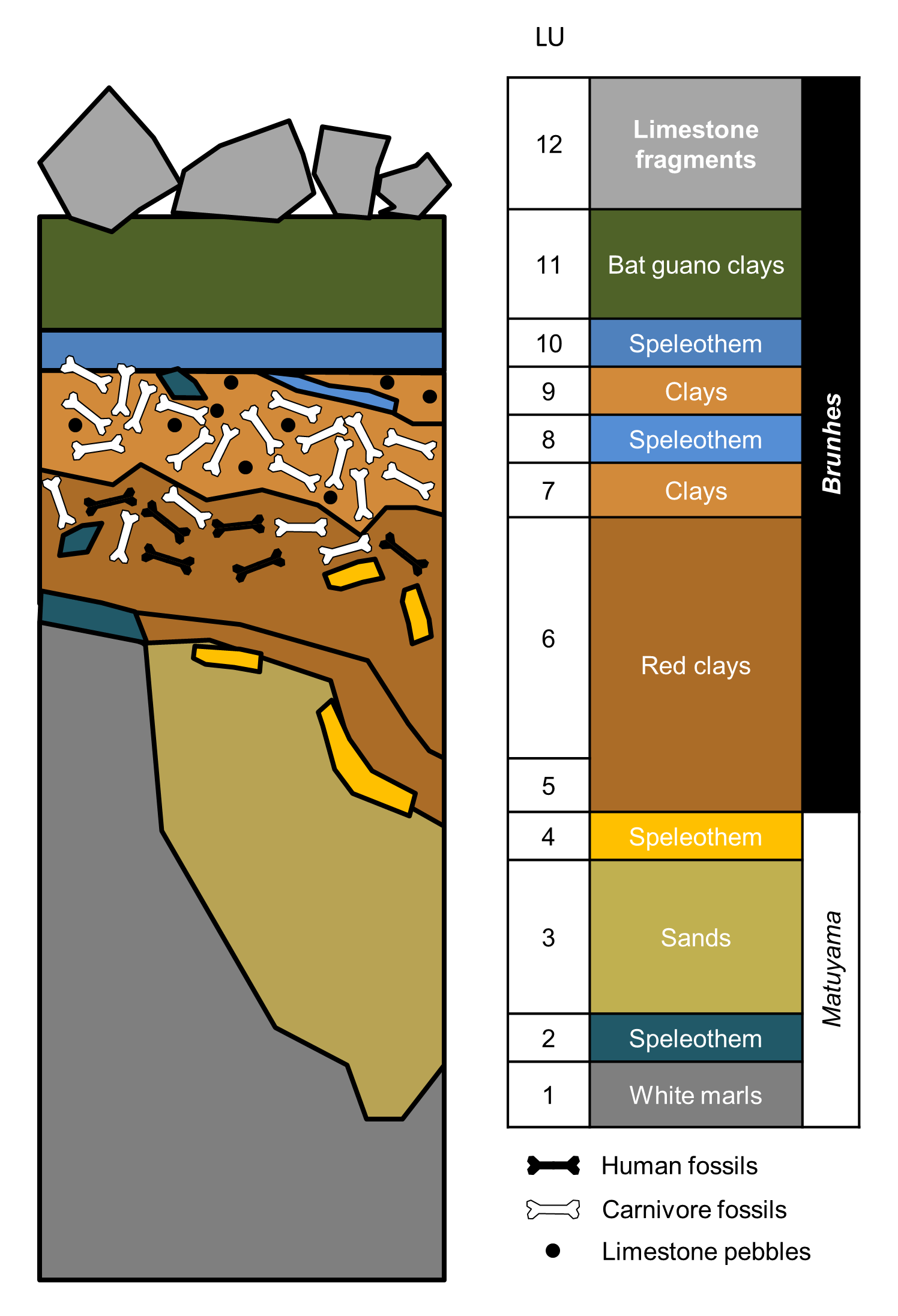
Synthèse des unités lithostratigraphiques (UL) rencontrées sur les lieux de fouille dans la Sima de los Huesos. Les restes humains ont été découverts dans UL6,,.

La lithostratigraphie de la grotte est établie par l'étude des différents niveaux de planchers stalagmitiques, numérotés par unité lithostratigraphique (UL) de bas en haut. Au-dessus d'un sol de marnes blanches, les couches les plus intéressantes sont surtout la UL6, qui a livré les restes humains ainsi que des os d'ours de Deninger et d'autres carnivores, puis la UL7 dans laquelle les ours s'accumulent encore plus largement,,.
La répartition horizontale des os laisse entendre que les ours pris au piège et des écoulements ont brisé et dispersé les fossiles du haut vers le bas de l'aven notamment, créant aussi quelques remaniements entre les os des carnivores et les restes humains plus anciens. Cette hypothèse est d'autant plus probable que des griffades sont encore visibles à la base du puits, comme dans d'autres exemples d'avens où des ours survivent à la chute puis tentent de sortir,,.

## Datations
- En 1997 et 2003 des prélèvements de planchers stalagmitiques recouvrant les restes humains ont été datés par la méthode Uranium/Thorium et évalués à environ l'équilibre isotopique, soit au moins 350 000 ans[31],[32].
- En 2007 d'autres prélèvements de spéléothème recouvrant les restes humains ont été datés par spectrométrie de masse à ionisation thermique et par la méthode Uranium/Thorium à au moins 530 000 ans, ce qui bouscula assez les considérations en cours[33].
- En 2014 l'équipe de fouille dévoile une série de datations réalisée par ESR, par TT-OSL et par pIR-IR. Les résultats de ces différentes méthodes convergent vers une datation de l'âge de la couche de sédiments contenant les restes humains à 430 000 ans, avec une incertitude bien inférieure cette fois[2],[34]. Cette dernière estimation à environ 430 000 ans est en vigueur depuis sa publication[21],[9].

On note aussi que l'analyse d'ADN mitochondrial d'un des os d'ours de Deninger a permis une estimation à environ 409 000 ans d'après le taux de mutation supposé de l'espèce sur cette période, ce malgré une incertitude de plus de 200 000 ans.

## Le biface Excalibur

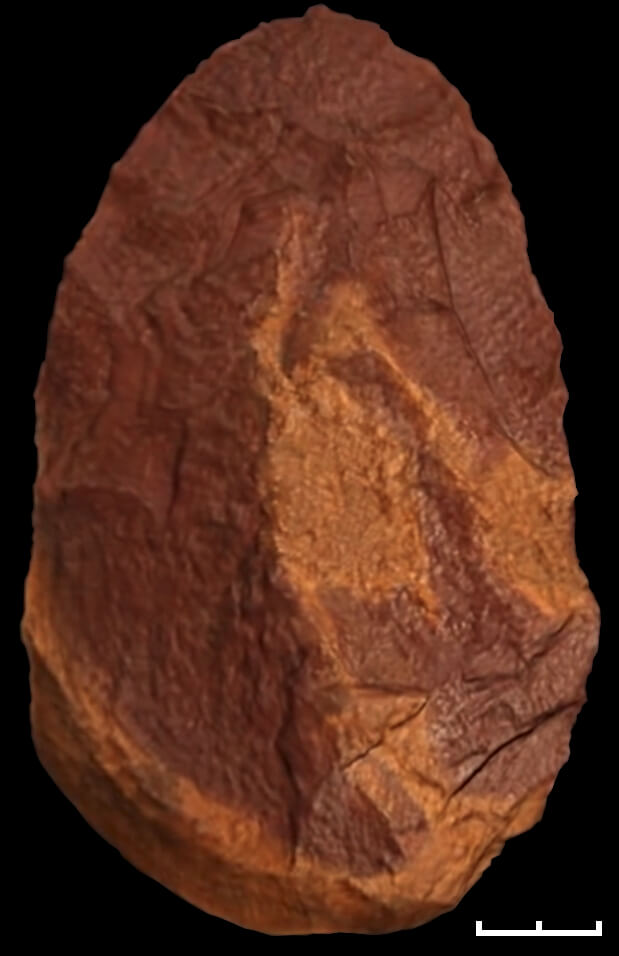
Le biface Excalibur, l'unique outil taillé retrouvé dans la Sima de los Huesos, fait de quartzite rouge et jaune, visible au musée de l'Évolution humaine de Burgos. Il pourrait tenir le rôle d'offrande.

Un seul artéfact a été découvert : il s'agit d'un biface, retrouvé en 1998. Outil emblématique de la culture de mode II, l'Acheuléen, le biface est apparu en Europe il y a 500 000 ans. Taillé dans un bloc de quartzite rouge et jaune, il correspond à la technologie identifiée dans la couche GIIb du site voisin de Galería. Il a subi une première phase de configuration au percuteur dur pour la forme générale, et une seconde au percuteur tendre pour travailler la finition des bords convexes distaux,. D'une taille de 15 cm, supérieure à la moyenne, il est d'une symétrie assez soignée. Il semble n'avoir jamais servi puisque certains éclats de fabrication sur les bords qui viennent d'être frappés ne sont pas encore détachés. Des traces d'abrasion formées par des sédiments sableux sur la totalité de la surface et particulièrement sur les arêtes et les bords pourraient cependant avoir effacé des marques d'utilisation éventuelles.
L'absence d'autres outils ainsi que le matériau et l'aspect généralement remarquable de ce biface interrogent sur son éventuel rôle dans la Sima. L'hypothèse qu'il ait été déposé à titre symbolique est à considérer. Il s'agirait alors du premier acte symbolique humain documenté dans l'histoire. Toutefois cette hypothèse reste invérifiable, et on peut toujours imaginer que le biface soit arrivé là par accident. Il a été surnommé Excalibur par les anthropologues qui l'ont dégagé de la roche qui le contenait depuis 400 000 ans.

## Restes humains

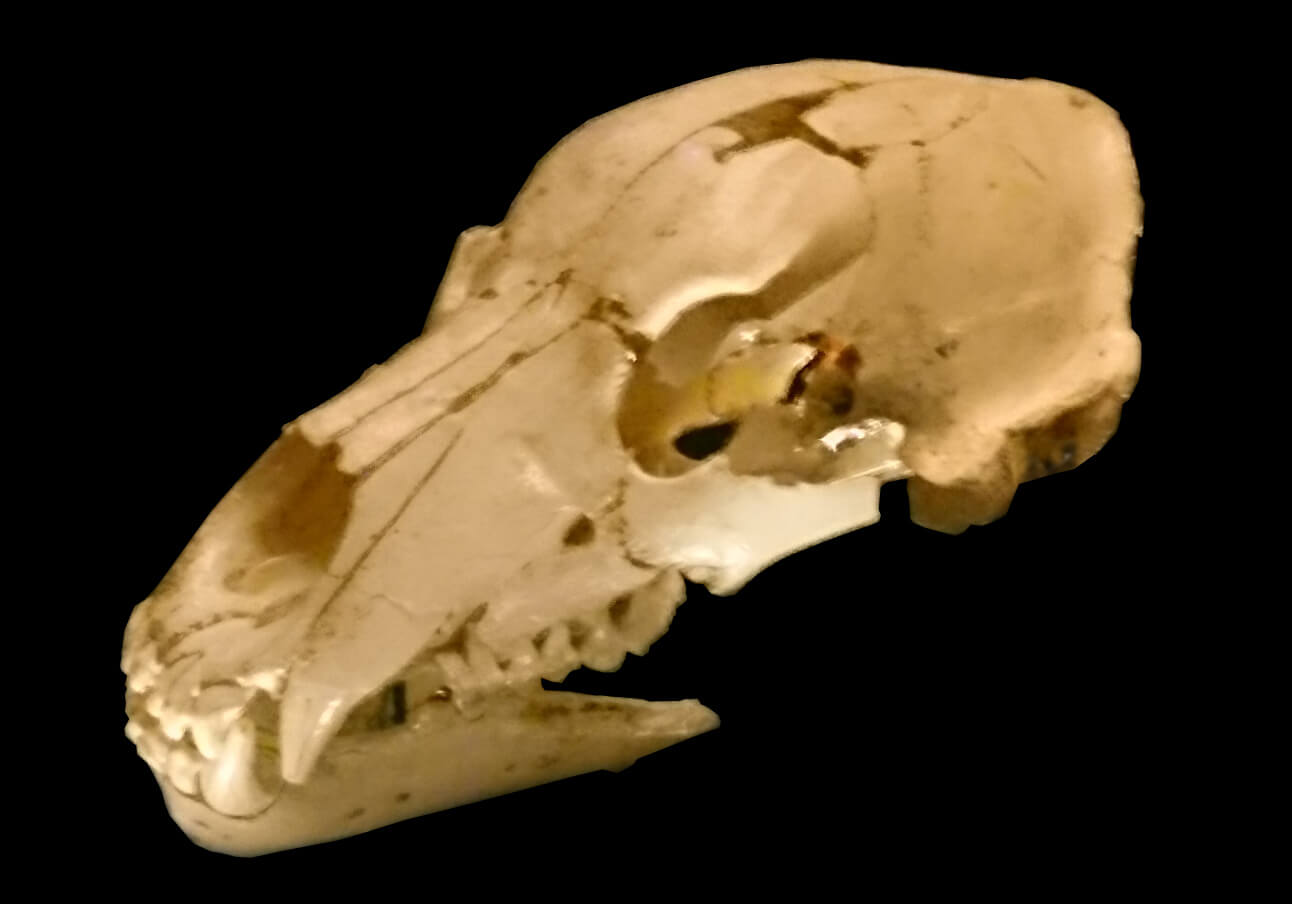
Crâne complet d'un ours de Deninger retrouvé dans la Sima de los Huesos et exposé au musée de l'Évolution humaine de Burgos.

La grotte contient environ 200 ours de Deninger, anciens habitants naturels de ces grottes, mais aussi 23 renards, 4 mustélidés, 3 félidés, un loup et au moins 28 humains,. 
Pour des raisons techniques, il est temporairement impossible d'afficher le graphique qui aurait dû être présenté ici.

Les fossiles de la Sima de los Huesos sont aussi ceux de nombreux animaux,.
En 2016, 6 800 fragments osseux humains avaient été retrouvés. Toutes les parties du squelette sont représentées. On considère que 7 % des restes humains ont été déplacés vers la surface lors des premières recherches non professionnelles dans la Sima,.
Les fossiles humains sont mélangés à de nombreux autres animaux mais ni fossile d'herbivore ni outils lithiques, à l'exception du biface, n'ont été retrouvés. Ce site n'est donc pas lié à la consommation de nourriture,,.
Les restes présentent de nombreuses fractures qui ont pu être analysées : les os ne cassent pas de la même façon si le corps est déjà décomposé et qu'ils sont secs, ou si les tissus les protègent encore. L'étude a conclu que les cassures visibles ont été pour la plupart produites post-mortem par la chute dans l'aven et par la pression des couches sédimentaires supérieures,. Seul 1 % des os présentent des traces de morsure telles qu'en laissent les carnivores. Les ossements ont été placés sur une courte période de temps puisqu'ils ne sont pas séparés de couches de sédiments stériles en fossiles. Les restes animaux et humains ne présentent pas de stries de décarnisation contrairement à ceux de Tautavel à la même période. Ainsi aucun cannibalisme n'est avéré dans la Sima de los Huesos et l'origine du gisement ne semble pas être de cause naturelle.

### Démographie des individus identifiés
28 individus au moins ont été retrouvés dans la Sima de los Huesos. Il s'agit d'un nombre minimum : tous les squelettes ne sont pas entièrement assemblés. La répartition des âges et sexes des individus montre que ces os n'appartiennent pas à des chasseurs piégés un à un par hasard dans l'aven : tous les âges et sexes y figurent. À part l'absence notoire de jeunes individus on constate un profil de mort naturelle, avec un pic à l'adolescence pour les femmes lors de l'accouchement, et une diminution rapide pour les hommes après 20 ans. Un des individus a pourtant pu dépasser 45 ans,. La classification équivalente pour les ours montre le contraire : eux ont bien été pris au piège.
Pour des raisons techniques, il est temporairement impossible d'afficher le graphique qui aurait dû être présenté ici.

Répartition des fossiles humains de la Sima de los Huesos par tranche d'âge et par sexe selon une estimation de 2004,.

### Crânes
L'évolution humaine récente s'exprime à travers des différences caractéristiques de la face, des dents, de la forme du crâne, et leur analyse est essentielle pour dégager des points en commun et des différences avec d'autres fossiles, et mieux cerner les étapes de l'histoire humaine. Chez les individus de la Sima de los Huesos, la morphologie générale des crânes reconstitués préfigure les Néandertaliens. Le bourrelet sus-orbitaire, le prognathisme, l'os temporal et l'os occipital en possèdent notamment quelques traits, mais le crâne n'a pas encore la forme de celui d'un homme de Néandertal : on n'y retrouve pas l'aspect dolichocéphale ni le chignon occipital qui sont caractéristiques des Néandertaliens,. De même l'homme de Néandertal a une structure de l'oreille interne caractéristique due à la large base de son crâne et à son volume important ; on retrouve quelques-uns de ces caractères seulement dans la Sima de los Huesos.

Crânes 4 et 5 de la Sima de los Huesos exposés au musée de l'Évolution humaine à Burgos
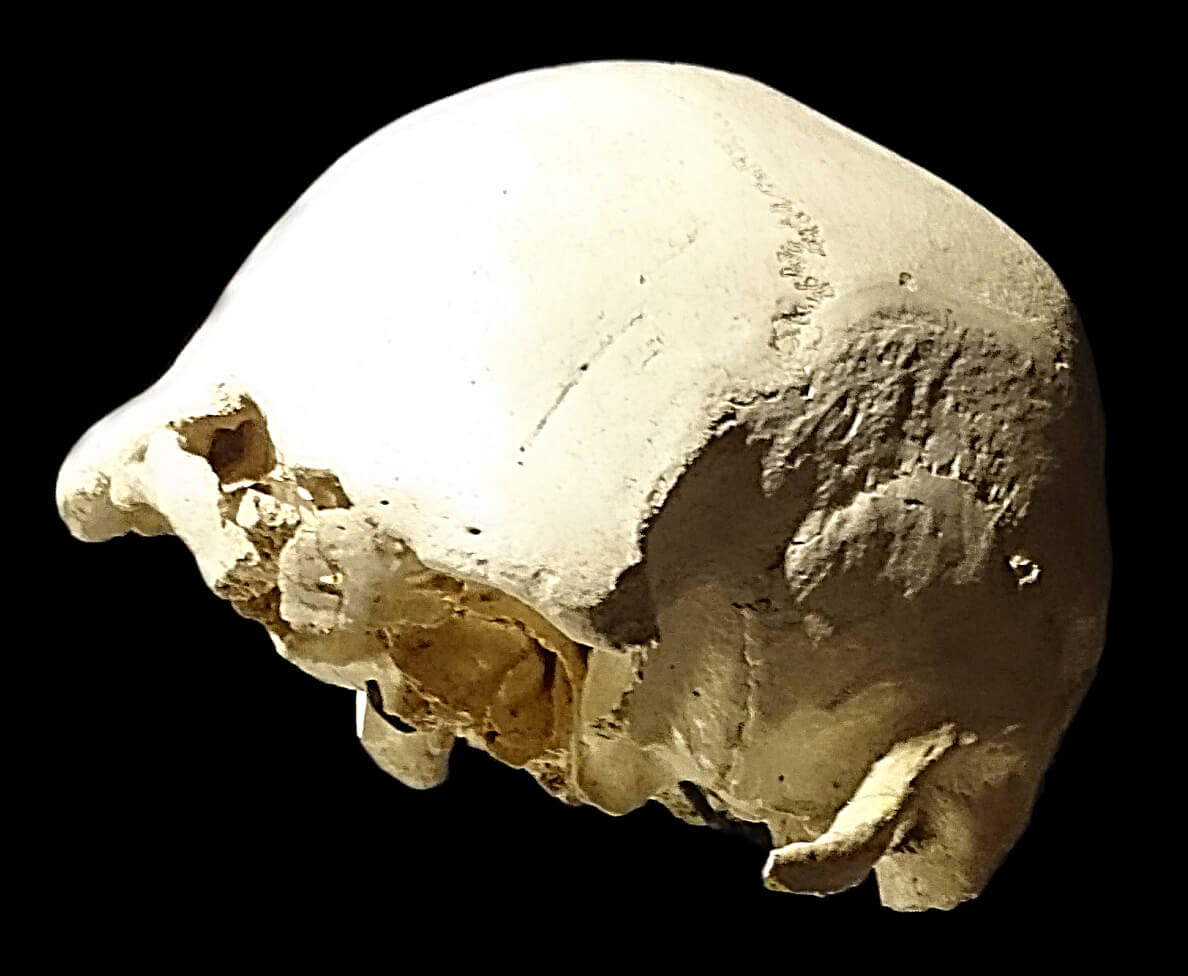
Crâne 4 de trois quarts.
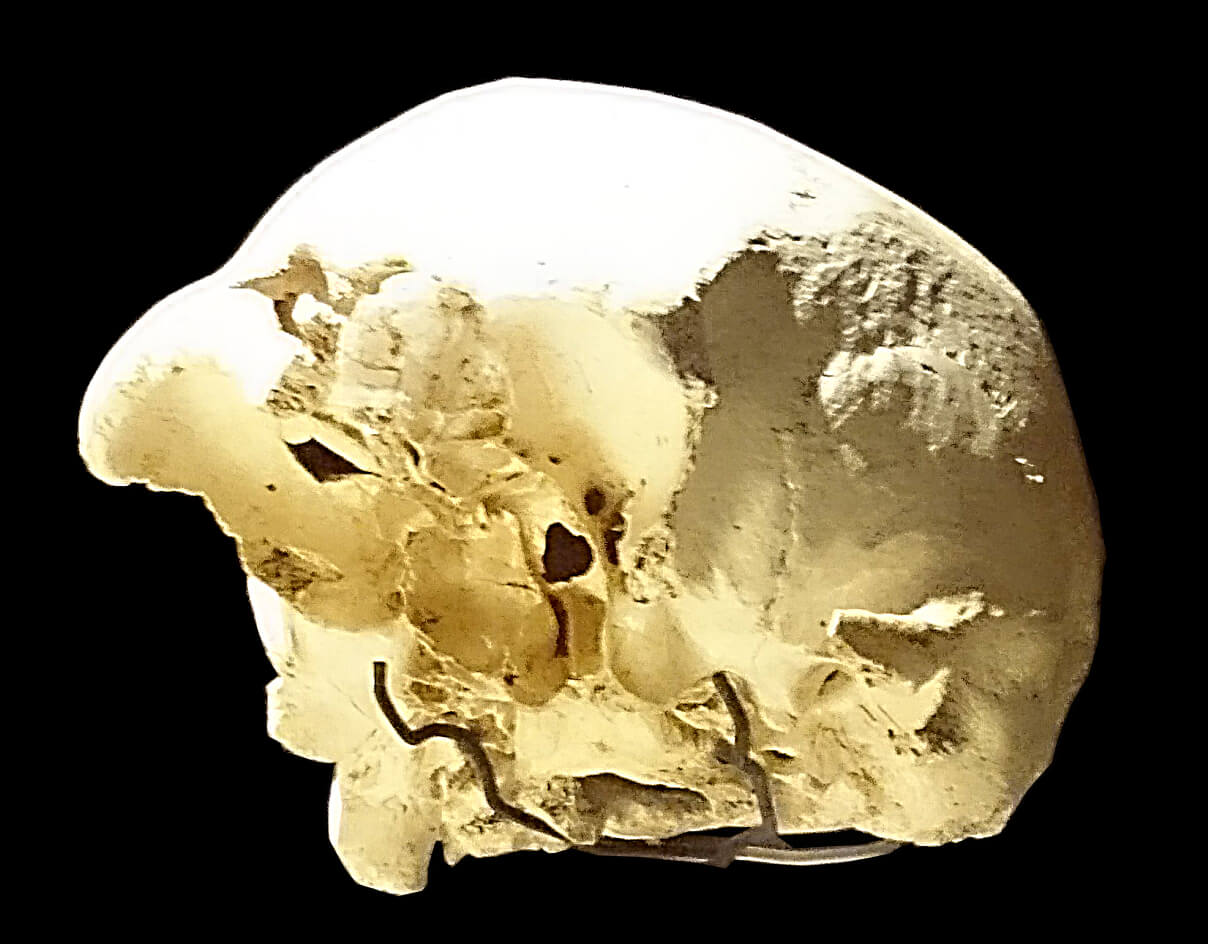
Crâne 4 de trois quarts, en contre-plongée.
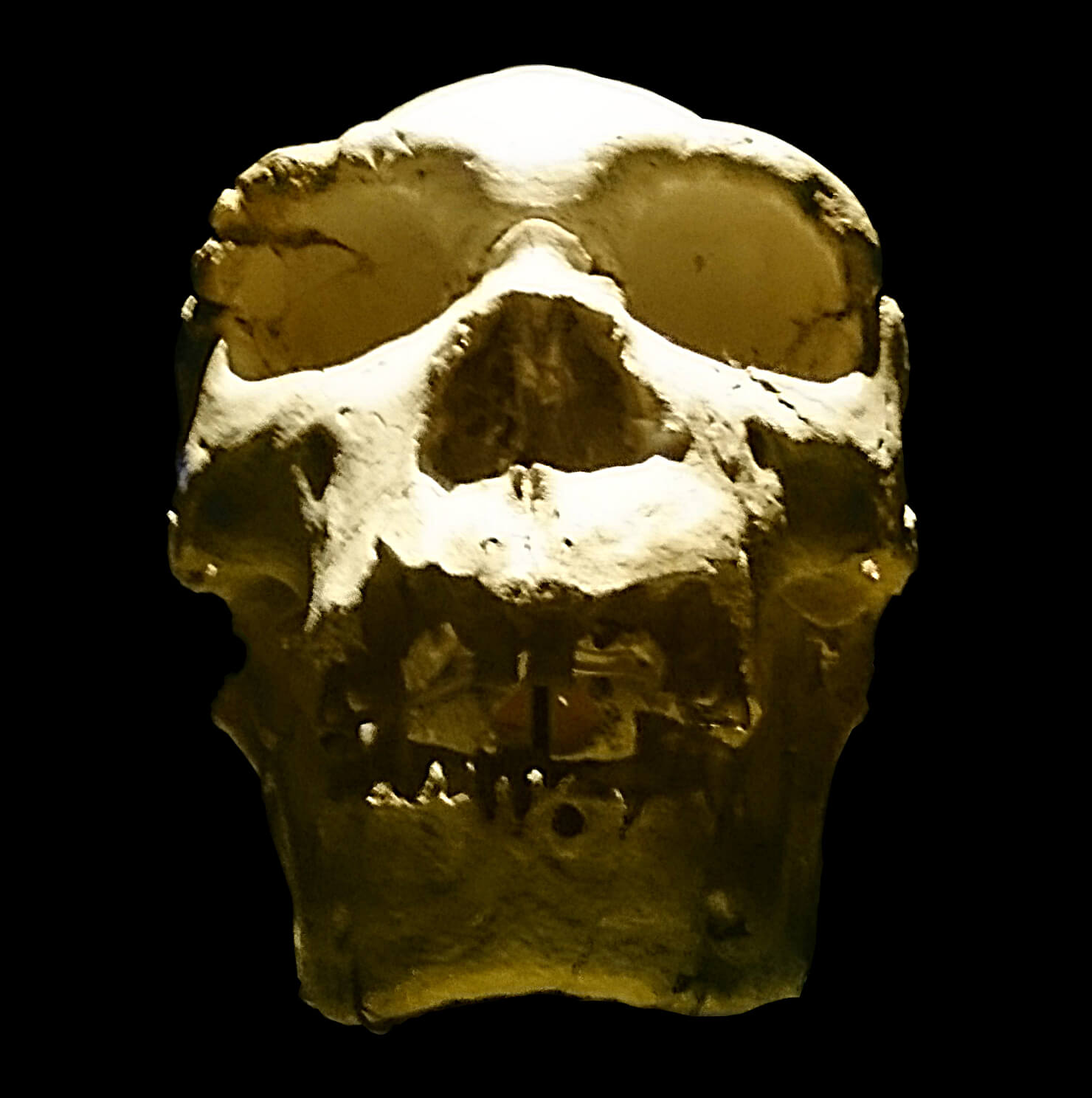
Crâne 5, dit Miguelón, de face.
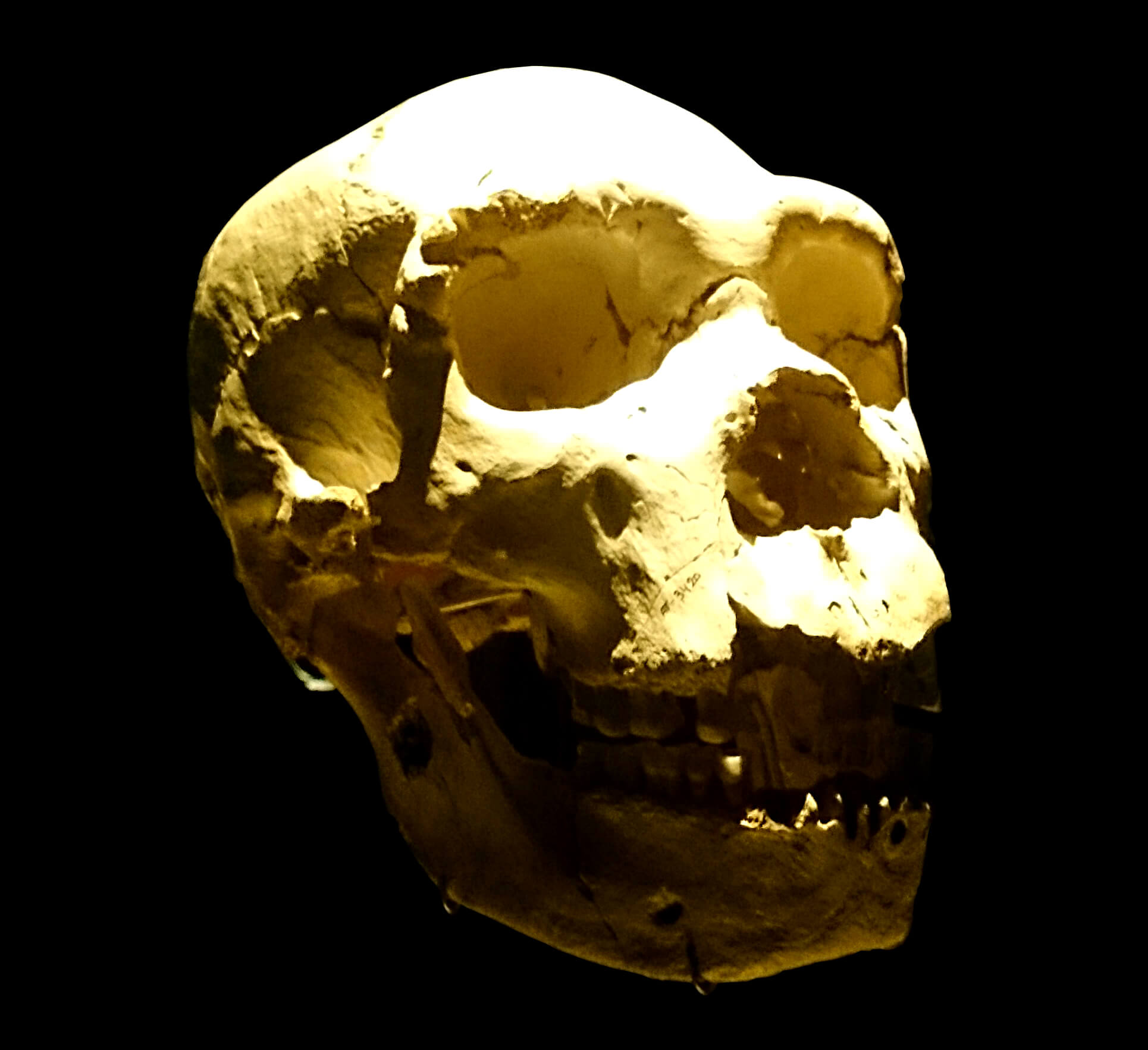
Crâne 5 de trois quarts.
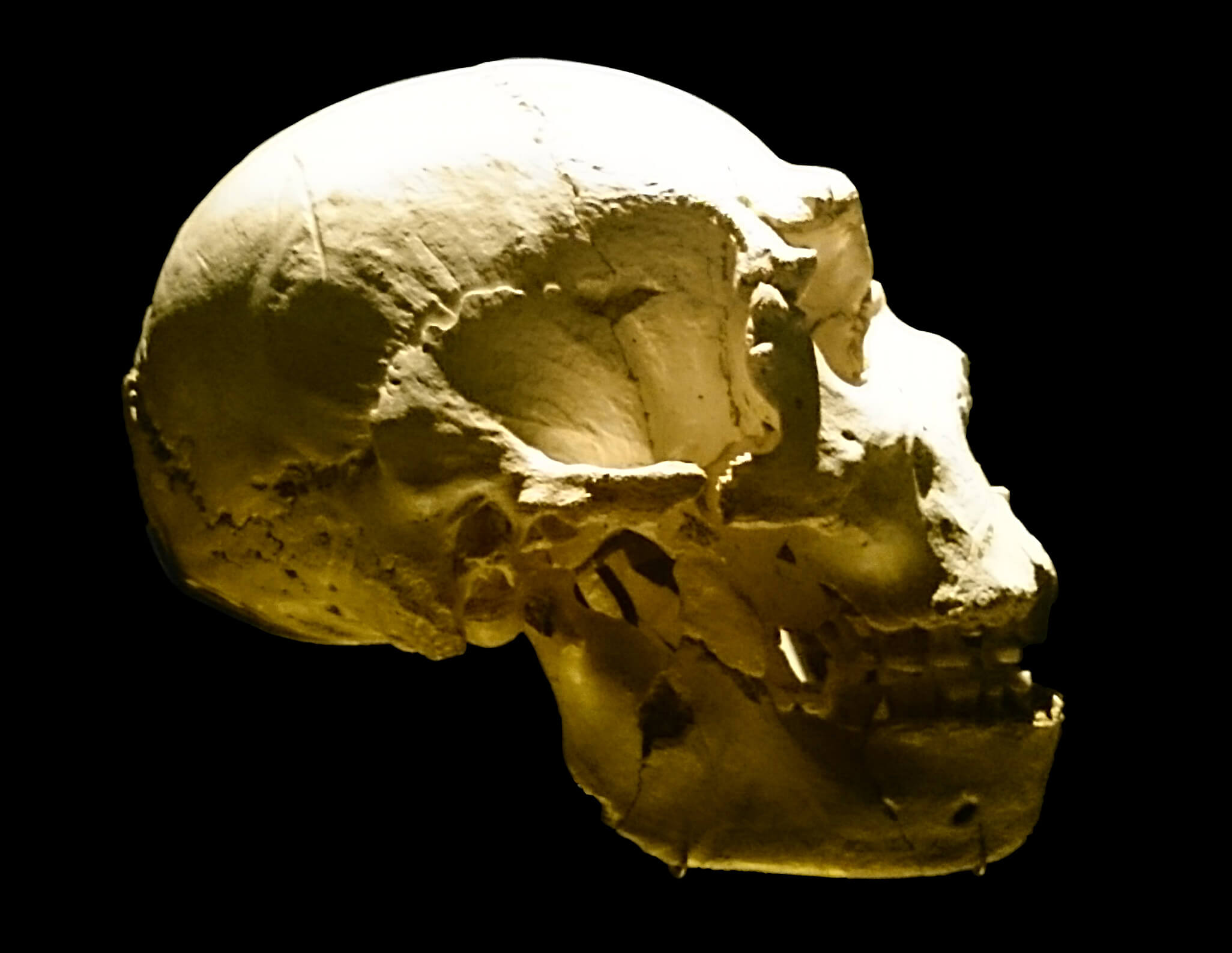
Crâne 5 de droite.

#### Volumes et coefficients d'encéphalisation
Le volume moyen des crânes retrouvés dans la Sima est de 1 232 cm3, ce qui est clairement au-dessus de la moyenne de l'Homo erectus asiatique. Le crâne 4, surnommé Agamemnon en référence au vainqueur de Troie de l'Iliade, a un volume de 1 390 cm3. Ce nombre est légèrement inférieur à celui de l'homme de Néandertal, alors que les hominidés de la Sima sont d'allure plus forte d'après le pelvis 1. Le volume du crâne 5 est lui de 1 125 cm3.
Si on accepte le poids déduit du pelvis 1 et qu'on le reporte aux volumes crâniens précédents pour calculer le coefficient d'encéphalisation des hommes de la Sima de los Huesos, on trouve des valeurs entre 3,1 et 4,0. À titre de comparaison, les Néandertaliens ont un crâne plus gros sur un corps moins massif, leur coefficient d'encéphalisation est d'environ 5, tandis que les hommes modernes, aux volumes crâniens intermédiaires mais aux corps encore plus graciles, ont un coefficient d'encéphalisation semblable d'environ 5,3,.
Pour des raisons techniques, il est temporairement impossible d'afficher le graphique qui aurait dû être présenté ici.

Coefficients d'encéphalisation entre les hommes de la Sima, les Néandertal classiques, et les hommes modernes,.

#### Quelques crânes et l'origine violente des fractures

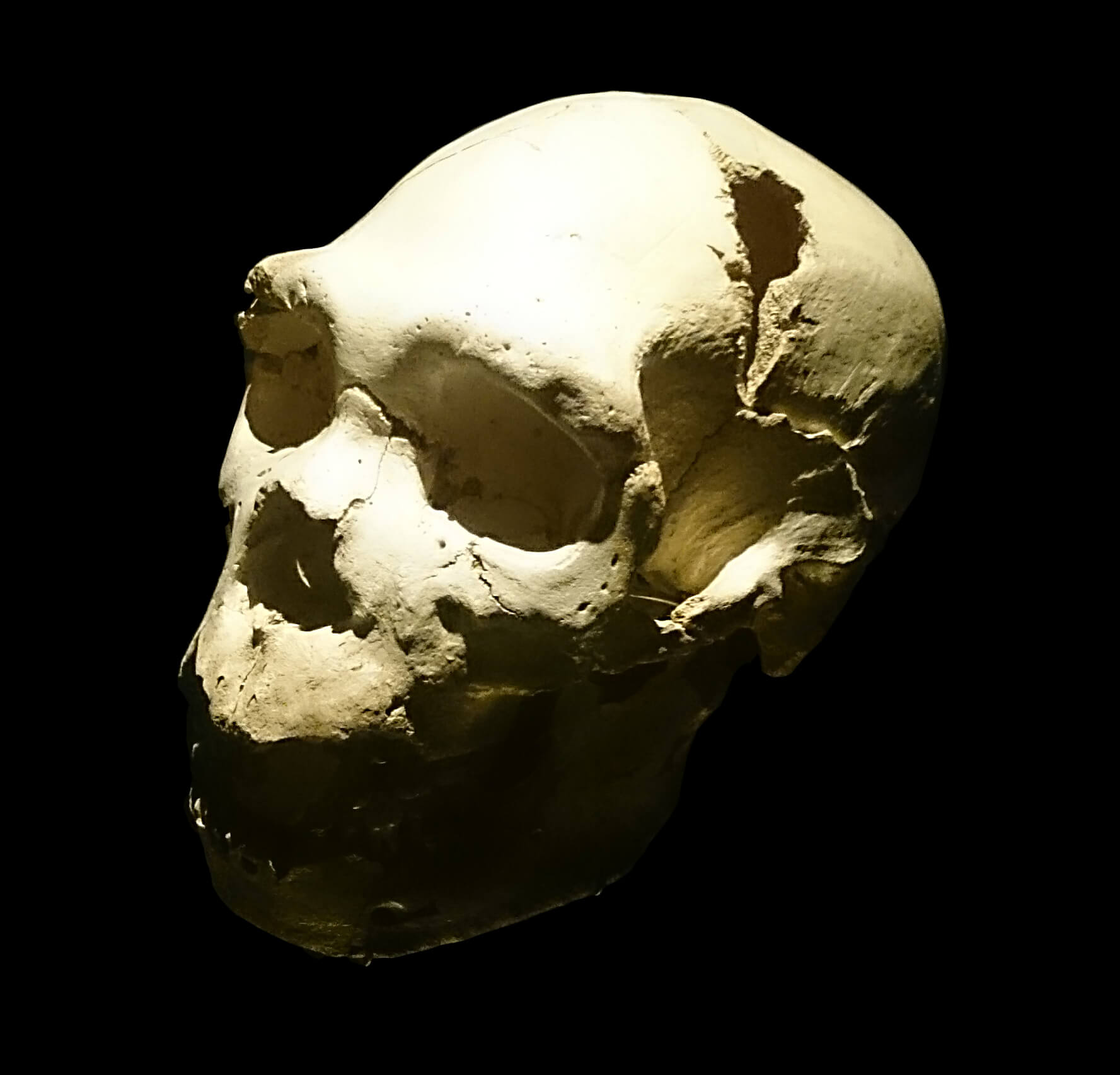
Vue de l'impact sur l'os pariétal gauche de Miguelón, le crâne 5 de la Sima.

Les marques de violence létales sont bien documentées dans le Néolithique mais sont plus rares avant. Elles renseignent sur la compétition pour l'accès aux ressources et sur les relations sociales des différentes civilisations de chasseurs-cueilleurs. En 2016, sur plus de 1850 fragments crâniens retrouvés, plus de 560 ont pu être reconstitués pour former 17 crânes : 5 enfants, 3 adolescents et 9 adultes. Or ces crânes présentent de nombreuses fractures. La plupart proviennent des facteurs taphonomiques internes à l'aven, d'autres proviennent de la chute tandis que certains peuvent être vus comme des traces de violences entre individus. Ce dernier cas est le plus évident sur le crâne 17 mais aussi probable pour les crânes 5 et 11.
Le crâne 5

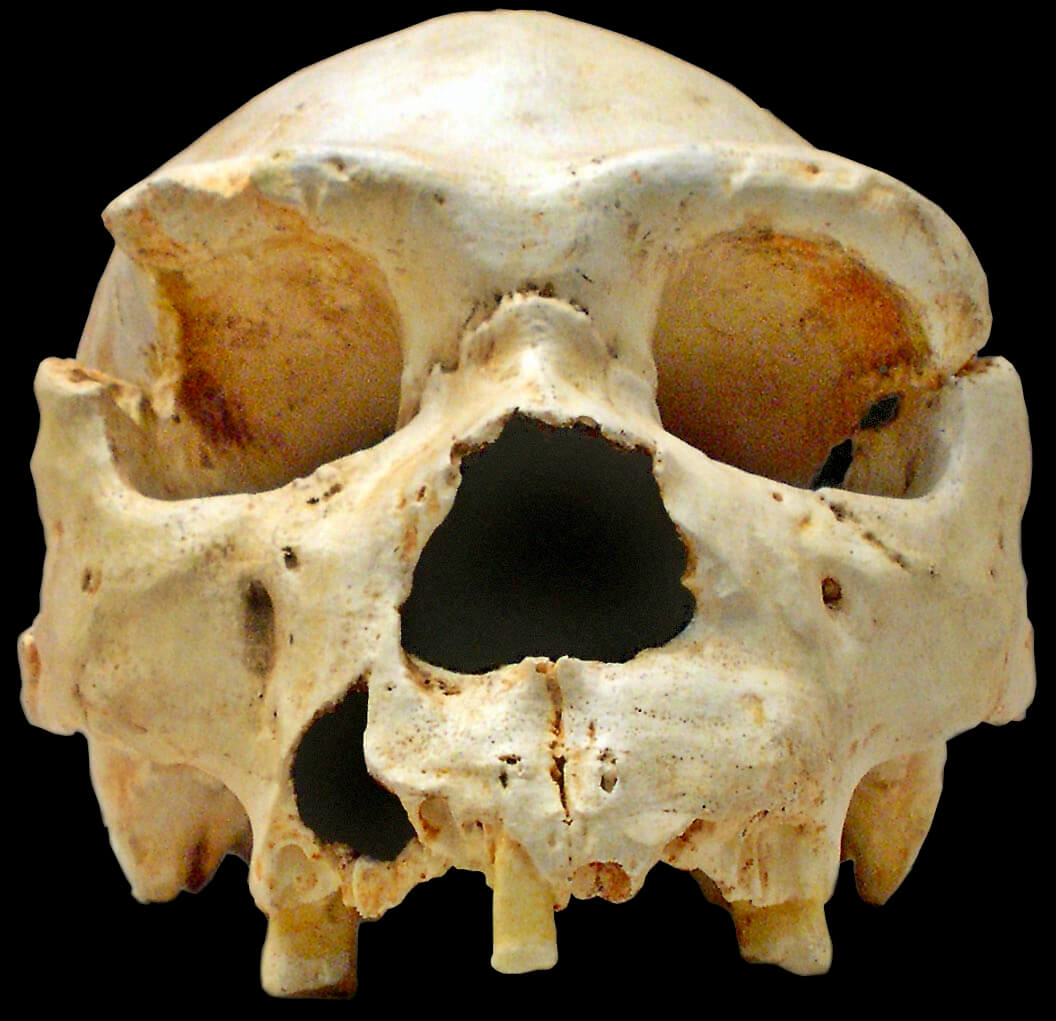
Vue frontale du crâne 5, une boursouflure est visible sur le maxillaire gauche et aurait pu causer une septicémie.

Devenu un symbole d'Atapuerca, le fossile AT-700 est le cinquième crâne découvert dans la Sima. Il a été exhumé pendant la campagne de fouille de l'été 1992, durant laquelle le cycliste espagnol Miguel Indurain a remporté le Tour d'Italie et le Tour de France ; il a donc été surnommé Miguelón en son honneur et bien que son sexe ne soit pas identifiable. C'est désormais une des pièces principales du musée de l'Évolution humaine de Burgos depuis son ouverture en 2010. On y note un impact important sur l'os pariétal gauche, reçu alors que l'os n'était pas sec : peut-être à cause de la chute dans l'aven après sa mort, ou bien du vivant de son propriétaire et alors probablement causé par un autre individu d'après ses caractéristiques. Le maxillaire gauche présente des signes d'une infection chronique qu'un impact violent aurait pu occasionner. Ce traumatisme, couplé avec l'infection de plusieurs dents fracturées aurait pu provoquer la mort par septicémie. L'analyse de son endocrâne par tomodensitométrie montre qu'il était droitier. Aujourd'hui le musée de l'Évolution humaine communique sur Twitter avec un compte de 14 000 abonnés au nom de Miguelón, on peut aussi voir des fresques murales dans la ville de Burgos représentant l'individu, immense fierté locale.
Le crâne 17, un homicide il y a 430 000 ans

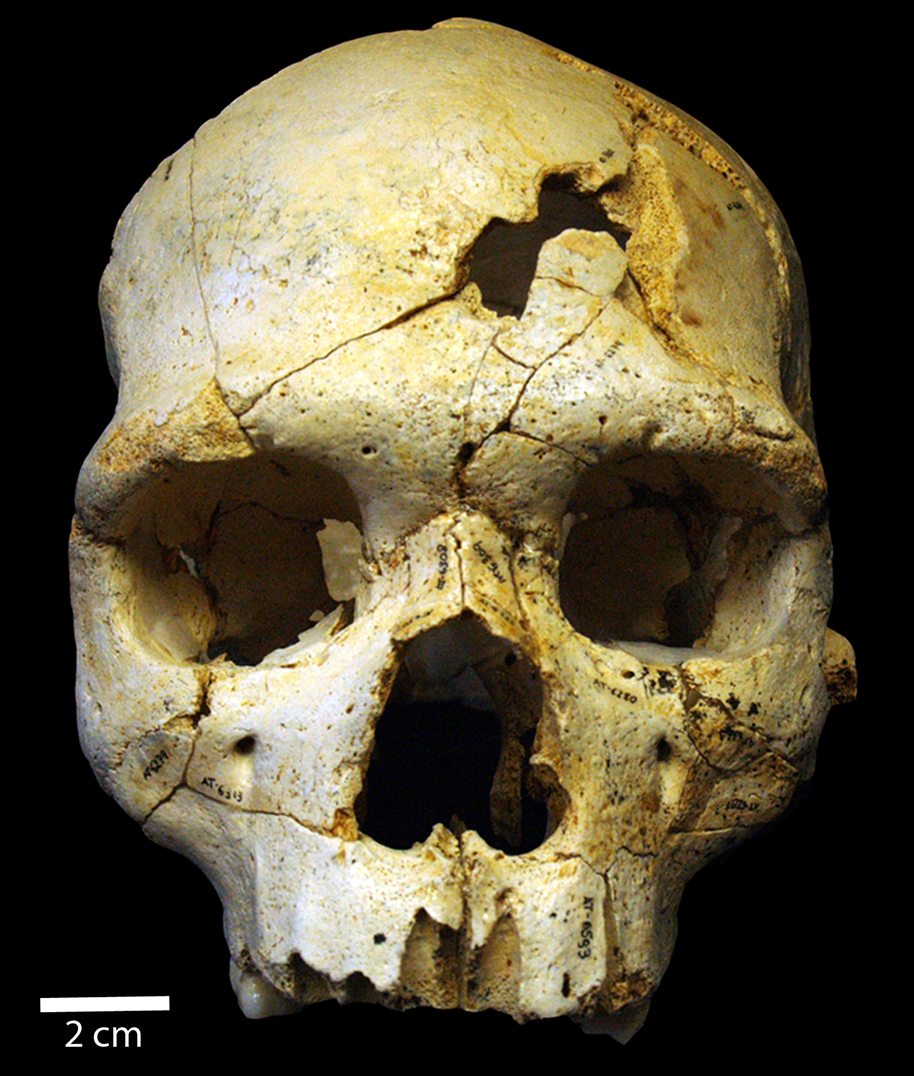
Le crâne 17, reconstitué en 2015, a été fracturé par deux impacts qui n'ont pas été suivis de consolidation.

En 2015, la reconstitution du crâne 17 a permis d'identifier deux impacts sur son os frontal. L'analyse révèle que leur cause est certainement humaine. D'abord, un os fracturé se consolide lorsque son propriétaire survit quelques jours au moins. Ici les fractures ne présentent pas de trace de consolidation, renseignant sur leur caractère peri-mortem. Ensuite, tandis que les fractures droites présentes sur le reste du crâne et sur les autres crânes sont typiques de cassures post-mortem sur os secs, dus à la pression sédimentaire notamment, les deux trous dus aux impacts sont bien localisés et ont des contours adoucis avec peu de fractures radiales, autres marqueurs d'un trauma peri-mortem où l'os a encore les propriétés physiques normales. Enfin, ils ont aussi une forme identifiable par une entaille similaire et ont été effectués sous deux angles différents, suggérant deux coups répétés avec le même objet et excluant que la chute du corps dans l'aven en soit l'origine. Les facteurs taphonomiques à l'intérieur de la cavité, comme les nombreux ours qui y ont été piégés plus tard, sont aussi à exclure puisqu'ils n'ont causé aucun impact semblable sur les autres crânes,. Accessoirement, les statistiques montrent que les impacts de face sont plus souvent associés à des violences interpersonnelles. On constate aussi que ces impacts se trouvent sur le côté gauche, révélant que l'auteur était alors droitier. Ce crâne semble être la plus lointaine trace connue d'un meurtre entre deux humains.

#### Dentition
Comme chez beaucoup d'espèces, les caractéristiques de la dentition humaine tendent à évoluer rapidement dans le temps. L'analyse des dents se montre une source d'informations précieuses pour comparer Néandertaliens, Dénisoviens, leurs ancêtres et les hommes modernes. Avec 533 restes dentaires retrouvés début 2017, dont 8 dents déciduales, l'équipe d'Atapuerca a eu l'occasion de publier de nombreuses études sur le sujet. Une étude des première molaires M1 montre qu'elles sont plus petites que chez les premiers hommes, et de taille identique à celles de l'homme moderne. Plus loin dans le temps en effet, Homo antecessor a lui des premières molaires plus grosses et avec des motifs similaires à Homo erectus,,. Toutefois les motifs du cuspide, identiques chez l'homme moderne et Néandertal, sont différents dans la Sima de los Huesos, suggérant l'appartenance à une lignée particulière parmi les Prénéandertaliens. L'expression des motifs de crêtes trigonides montre de même la proximité avec Néandertal bien qu'avec quelques caractères propres. Plus généralement, l'aspect des dents dans leur ensemble montre une étroite proximité avec les caractères néandertaliens, plus encore qu'à Mauer ou Arago, suggérant la coexistence de plusieurs lignées précédant Néandertal, selon un modèle d'accrétion et au contraire d'un scénario d'évolution linéaire. Ces caractères dérivés communs aux Néandertaliens classiques favorisent d'ailleurs le modèle d'accrétion de l'apparition de l'homme de Néandertal : les autres hommes du Pléistocène moyen ont d'autres caractères néandertaliens que n'ont pas les individus de la Sima. Mais cette quasi identité entre la dentition de Néandertal et celle de la Sima montre que l'apparition de Néandertal vient d'abord d'une adaptation et spécialisation de l'appareil masticatoire avant l'apparition de ses autres caractères.

#### Préférence manuelle
La préférence manuelle est une caractéristique unique de l'homme dans le règne animal. Or on ignore à la fois son origine, et la raison qui amène les droitiers à être autant plus nombreux que les gauchers. En paléoanthropologie, c'est un autre aspect de l'analyse dentaire qui renseigne sur la préférence manuelle : les motifs d'abrasion parfois visibles sur les dents antérieures. Ces motifs, marques de coupures, sont aussi bien documentées chez Néandertal que dans des sociétés traditionnelles contemporaines comme les aborigènes d'Australie qui se servent de leurs dents comme troisième main. En effet si un objet souple a besoin d'être découpé, en l'absence d'outil moderne, il peut être maintenu entre les dents antérieures d'un bout, tendu par une main de l'autre bout. De cette façon la main dominante peut découper l'objet à proximité de la dent, avec un outil en pierre taillée, et abîme occasionnellement l'émail. Dans cette situation les mouvements d'une main gauche sont limités autour de sa direction, de même pour une main droite. L'orientation des coupures sur l'émail révèlent alors la préférence manuelle du propriétaire de la dent. 
Pour les individus de la Sima de los Huesos cette pratique était d'un usage primordial, et de telles marques sont mêmes retrouvées sur un enfant de 3 à 4 ans. Dès 1988 les comparaisons des marques d'usures montrent que les individus de la Sima étaient droitiers à 93 %, comme chez les hommes modernes. Dans une nouvelle étude de 2009 le constat est confirmé sur une étude portant sur au moins 20 des 28 individus de la Sima, mais révèle plutôt une préférence droite à 100%, l'absence de gauchers sur ce faible échantillon étant attribuée au hasard,. En 2015, l'analyse des motifs laissés par les circonvolutions sur l'endocrâne a été analysée sur 4 crânes : par la différence d'irrigation on peut établir la latéralité cérébrale, supposée plus importante dans l'hémisphère gauche pour les droitiers. Trois crânes ont confirmé la préférence manuelle identifiée sur leurs dents, tandis qu'un cas ne permet pas de conclure avec certitude. L'association de la latéralité cérébrale avec la préférence manuelle reste toutefois bien hypothétique.

#### Langage

Position de l'os hyoïde, ici en rouge, dans un squelette humain moderne.

On peut discuter de l'aptitude au langage par la proximité de certaines caractéristiques avec l'homme d'aujourd'hui. Par exemple le fameux gène FOXP2, dont l'absence provoque une incapacité à formuler ou comprendre un discours, est identique chez Néandertal et donc avec son ancêtre commun d'avec Homo sapiens. On conclut que l'obstacle génétique, en l'état des connaissances, n'empêche pas une grammaire basique tôt dans l'évolution humaine. Plus encore, une configuration particulière de l'os hyoïde dans le larynx est nécessaire pour l'élocution de l'homme moderne. En 2016 le registre fossile ne contient que cinq os hyoïdes, dont deux des trois plus anciens proviennent de la Sima de los Huesos. L'analyse de ces deux os en 2008 montre qu'ils sont similaires à ceux de l'homme de Néandertal et de l'homme moderne, laissant là aussi imaginer que leur ancêtre commun avait cette même capacité. 
D'autres indices moins probants sont aussi discutés comme la latéralité cérébrale et la préférence manuelle : les tâches liées à l'abstraction et à la parole semblent tout autant associées à la latéralisation. Par extrapolation, on imagine que l'absence de préférence manuelle serait un problème pour démontrer la capacité d'une espèce à la parole. Il se trouve que cette préférence manuelle est aussi avérée chez l'homme de Néandertal. Étant quasiment tous droitiers, les individus de la Sima de los Huesos n'infirment pas ces hypothèses. Toutefois la corrélation entre latéralité cérébrale et préférence manuelle reste douteuse. Les endocrânes de la Sima suggèrent par ailleurs la présence de l'aire de Broca, mais cet indice est aussi affaibli par la remise en question actuelle du modèle des aires cérébrales en neurochirurgie.

### Morphologie post-crânienne
Dès 1997 l'analyse des membres antérieurs (humérus, omoplate et articulation de l'épaule) démontre des caractères proches de Néandertal, suggérant la plus grande proximité de la Sima avec ce clade. L'étude des cervicales, qui permet d'ailleurs de prolonger le crâne 5 de 5 vertèbres, montre leur caractère intermédiaire entre Néandertal et l'homme moderne.

#### Taille
Les os des membres inférieurs montrent, comme chez Néandertal, une plus grande robustesse que chez les hommes récents. En étudiant les proportions des os longs des membres inférieurs et supérieurs on peut aussi estimer la taille moyenne des individus de la Sima : environ 163,6 cm. Le même protocole d'analyse estime la taille moyenne des hommes Néandertal à 160,6 cm. Chez les premiers hommes modernes identifiés à Es Skhul et Qafzeh, la moyenne est à 177,5 cm avec 185,1 cm pour les hommes et 169,8 cm pour les femmes. 
Pour des raisons techniques, il est temporairement impossible d'afficher le graphique qui aurait dû être présenté ici.

Estimation de la taille moyenne des espèces d'hominidés à partir de leurs os longs.
Malgré le nombre impressionnant d'individus à la Sima, et la taille de l'hypodigme de Néandertal, ces échantillons restent en faible quantité pour valider statistiquement ces chiffres à l'échelle d'une population générale, c'est encore plus vrai pour les estimations de taille des premiers hommes modernes où les échantillons sont moins nombreux. Toutefois en élargissant l'analyse à d'autres espèces on trouve des résultats cohérents : Homo georgicus ferait ainsi 149 cm, quelques fossiles du Homo ergaster africain conduiraient en moyenne à une taille de 166,1 cm, Homo antecessor à 172,6 cm, la femme de Jinniushan ferait elle 166,7 cm, ce qui dans les standards actuels est plutôt grand. Au contraire aucun des os attribuables à des femmes, chez la Sima et les Néandertal, ne conduit à une estimation supérieure à 160 cm, ce qui interroge sur le sexe de l'individu de Jinniushan. L'ulna néandertalien d'El Sidrón amène à une estimation de 167,2 cm, des échantillons mâles de Homo erectus asiatiques amènent à une taille de 169,1 cm. À Kabwe dont le crâne est fameux, un tibia semble pouvoir lui être associé, et conduit à une taille étonnante de 181,2 cm. Toutes les précautions doivent demeurer sur ces estimations, car même si la formule a fait ses preuves, les échantillons sont encore une fois en faible nombre, et dans toute population on trouve des variations avec des individus beaucoup plus grands ou plus petits que la moyenne. Mais un aperçu général des tailles d'individus montre qu'elle est en fait relativement constante dans le Pléistocène moyen, avec un Homo georgicus assez petit, des Néandertaliens de taille normale, et des premiers Homo sapiens beaucoup plus grands que tous les autres, et même plus grands en moyenne que les hommes d'aujourd'hui. 

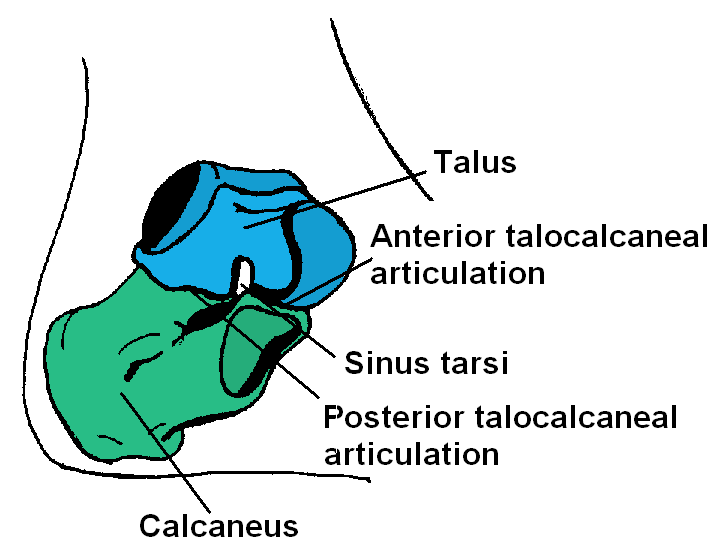
Talus et calcaneus reçoivent le poids du corps et le transmettent au reste du pied, leur allure renseigne ainsi sur la stature générale.

Ces estimations réalisées à partir des os longs des membres inférieurs ou supérieurs, sont confirmées avec l'étude d'autres os moins éloquents, comme les calcanei. Ceux-ci indiquent une moyenne de 175,3 cm pour les hommes et 160,6 cm pour les femmes. Les calcanei sont larges, comme Néandertal, et suggèrent que l'ancêtre commun a un poids important. De même les talus suggèrent une taille moyenne chez la Sima de 174,4 cm pour les hommes et 161,9 cm pour les femmes, assez cohérent avec l'analyse précédente. Ces analyses apportent en fait une lumière nouvelle sur la réussite de Homo sapiens, qui se révèle un biotype beaucoup plus compétitif : bien plus grand et plus léger.

#### Corpulence

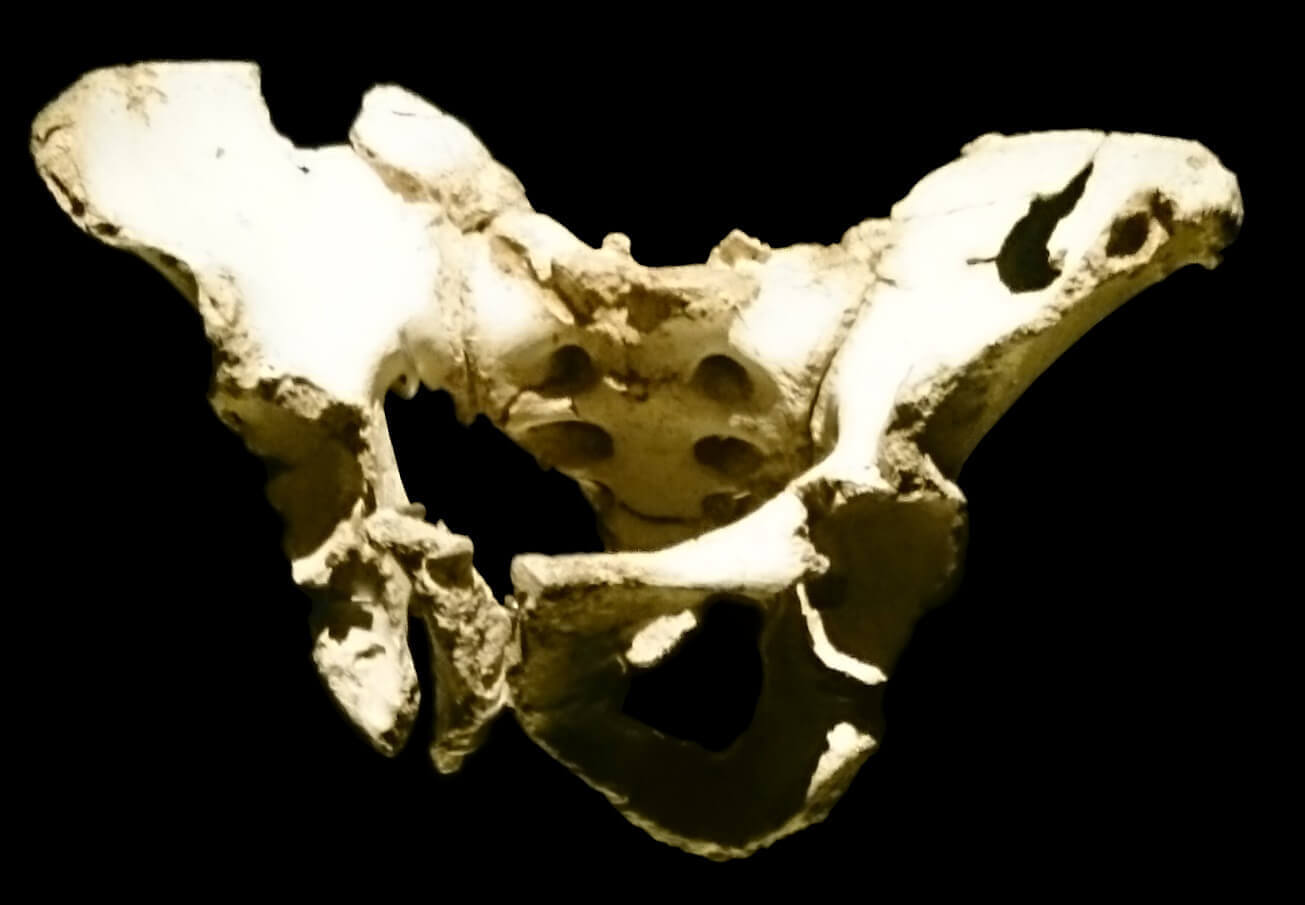
Elvis, le pelvis 1 complet de la Sima de los Huesos, au musée de l'Évolution humaine de Burgos.

En 1999, parmi les ossements retrouvés, un pelvis complet a pu être reconstitué, le pelvis 1. Cette reconstitution a été réévaluée en 2010 et quatre vertèbres lombaires y ont été ajoutées, faisant de lui le pelvis humain le mieux conservé de tout le registre fossile. L'âge de leur propriétaire à sa mort a été estimé à au moins 45 ans. Trois fémurs de la Sima peuvent être associés à ce pelvis et conduisent à estimer l'individu à environ 170 cm pour 91 kg. Ce pelvis est attribué à un homme : des fragments de pelvis attribuables à des femmes sont de taille légèrement inférieure, suggérant un dimorphisme sexuel plus faible que chez l'homme moderne. Les lombaires sont significativement plus larges que celles des hommes modernes, et un peu plus que celles des hommes de Néandertal.
Trois pathologies ont été identifiées : une spondylolisthésis qui semble d'origine développementale a pu être distinguée entre la vertèbre lombaire L5 et la vertèbre sacrée S1, entraînant un sacrum en dôme. Une nette cyphose lombaire a été mise en évidence entre L2 et L4, et une maladie de Baastrup entre L4 et L5. L'individu devait ainsi avoir du mal à se mouvoir, excluant des activités de chasse. Aujourd'hui les hommes modernes qui souffrent des mêmes pathologies témoignent d'intenses douleurs dans le bas du dos. Des processus inflammatoires étaient d'ailleurs à l'œuvre à la mort de l'individu. Une cause imaginable peut être le transport de lourdes charges sur de longues distances. Ce pelvis est couramment surnommé Elvis en référence à Elvis Presley.
En 2015 l'analyse de certains os du pied, les tali révèle en revanche un poids moyen de 70 kg, à 10 kg près, bien que ce ne soit pas la meilleure méthode pour déduire le poids d'un corps. Cependant elle montre que deux pieds similaires ont bien du supporter un individu d'environ 90 kg. Il se pourrait ainsi que le pelvis reconstitué n'appartienne qu'à un individu plus fort que les autres. Les analyses des vertèbres, des calcanei et des os longs conduisent pourtant toutes à une corpulence assez large comme Néandertal, sans permettre d'estimation de masse,,.

### Études génétiques

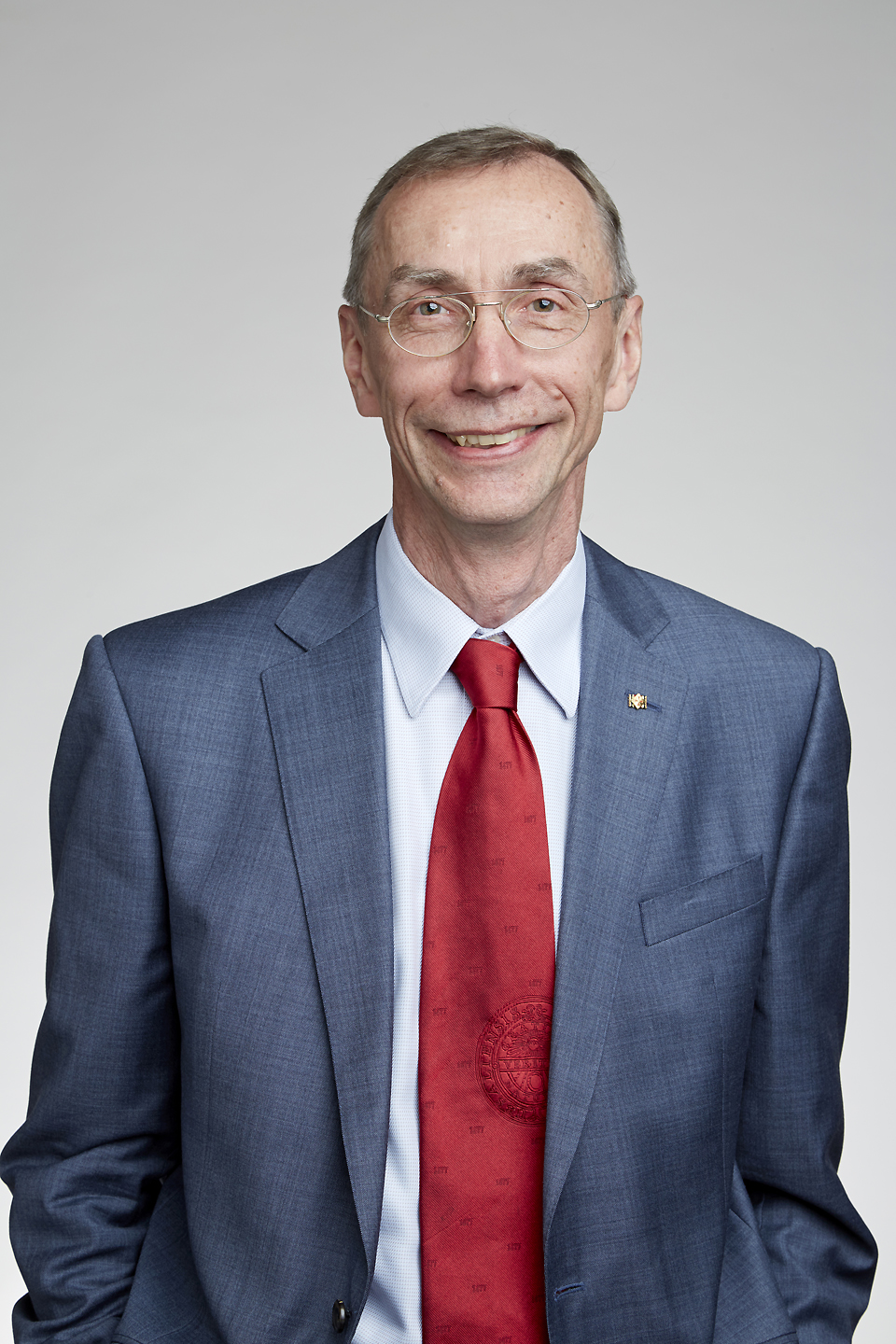
Svante Pääbo, à l'origine des recherches sur l'ADN ancien.

Malgré un âge d'un demi-million d'années, les ossements sont si bien conservés que leur ADN lui-même reste partiellement identifiable, permettant la réalisation d'études génétiques sans précédent à un âge aussi reculé pour l'Homme. Les conditions durant tous ces milliers d'années tendent vers l'asepsie idéale : l'enterrement des fossiles loin dans les profondeurs de la sierra d'Atapuerca, où l'air est sec et froid, réduit au minimum les catalyses enzymatiques, sans compter que la grotte est pratiquement inaccessible. Depuis leur découverte, l'équipe porte aussi une attention particulière aux restes excavés. 
Dès 2010 la génétique avait déjà révélé que lorsque les hommes modernes sont sortis d'Afrique entre 75 000 et 50 000 ans, au moins deux populations d'hommes archaïques, Néandertaliens et Dénisoviens, occupaient l'Eurasie,. La comparaison d'un ADN de Néandertal et d'un autre de Denisova a également montré en 2014 qu'ils ont partagé ensemble un ancêtre commun avant de diverger entre 381 000 ans et 473 000 ans. La datation des restes humains de la Sima de los Huesos à environ 430 000 ans la même année encourageait à poursuivre ces études génétiques pour en apprendre davantage sur les liens de parenté entre ces hommes archaïques et avec l'homme moderne. Toutes ces analyses génétiques sur ADN fossile ont été effectuées à l'Institut Max-Planck d'anthropologie évolutionniste de Leipzig, par les équipes de Svante Pääbo qui en est le précurseur.

#### Parenté avec les hommes archaïques
En 2013 un premier séquençage d'ADN mitochondrial d'un fémur de la Sima de los Huesos a d'abord pu être effectué. Puis en 2016 une nouvelle analyse sur 4 échantillons a permis de nouveaux séquençages d'ADN mitochondrial et même d'ADN nucléaire, ce qui en fait en 2016 les plus anciens ADN humains analysés.
Ces études ont conclu que les échantillons analysés sont des Néandertaliens, puisque l'ADN nucléaire montre une plus proche parenté avec l'homme de Néandertal, comme l'analyse morphologique le laissait entendre. En revanche l'ADN mitochondrial, dans les analyses de 2013 comme de 2016, se révèle étonnamment plus proche de l'homme de Denisova. Une explication serait que les Néandertaliens aient ensuite reçu un flux de gènes mitochondriaux extérieur qui les aurait d'autant plus éloignés génétiquement,,.
Un tel flux d'ADN mitochondrial viendrait d'un accouplement préférentiel des hommes de Néandertal avec des femmes d'une population différente. Cette hypothèse peut notamment être reliée à l'introduction de la culture acheuléenne d'Afrique en Europe il y a environ 800 000 ans et au développement de la culture de moustérienne il y a environ 350 000 ans,. Un flux de gènes d'Afrique pourrait aussi peut-être expliquer l'absence de caractères morphologiques néandertaliens dans des fossiles européens du Pléistocène moyen comme ceux de Ceprano et de Mala Balanica,.

Absence de caractères néandertaliens chez d'autres crânes contemporains
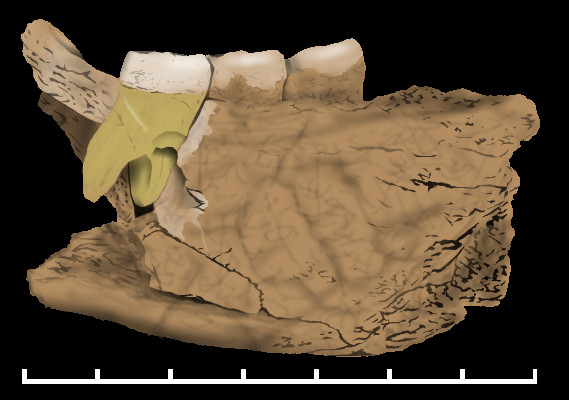
Fragment de mandibule de Mala Balanica, Serbie, 400 à 500 ka.
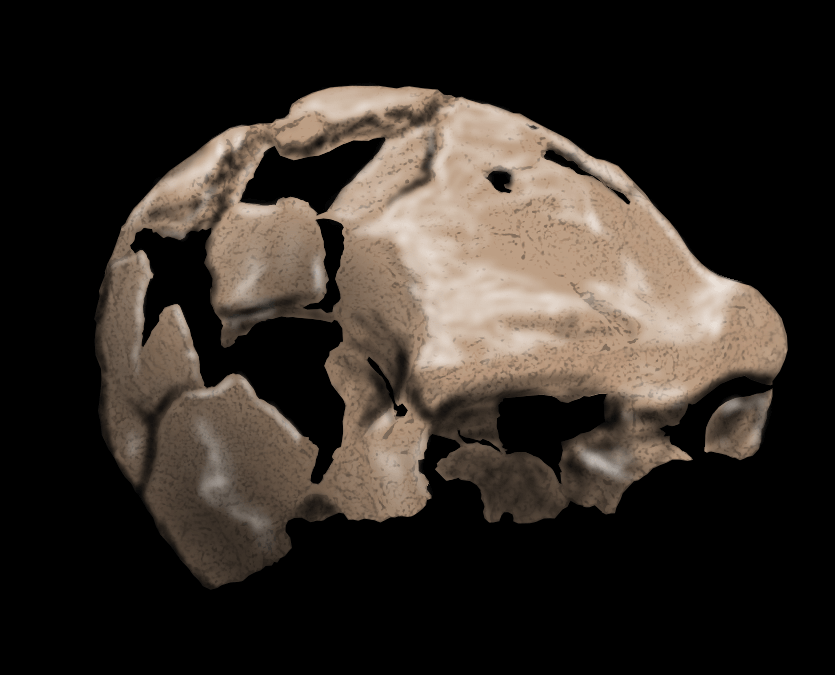
Crâne de Ceprano, Italie, 350 ka.

#### Parenté avec les hommes modernes
En comparant ces ADN avec le génome d'un homme moderne, cette étude suggère enfin que la séparation entre les hommes modernes et les humains archaïques, Dénisoviens et Néandertaliens, a eu lieu entre 550 000 et 765 000 ans. Ce résultat dément toute attribution des squelettes plus jeunes de Tautavel (400 à 570 000 ans) et de Petralona à leur ancêtre commun,. Mais pour la première fois, les liens entre différents représentants du genre Homo peuvent être établis.

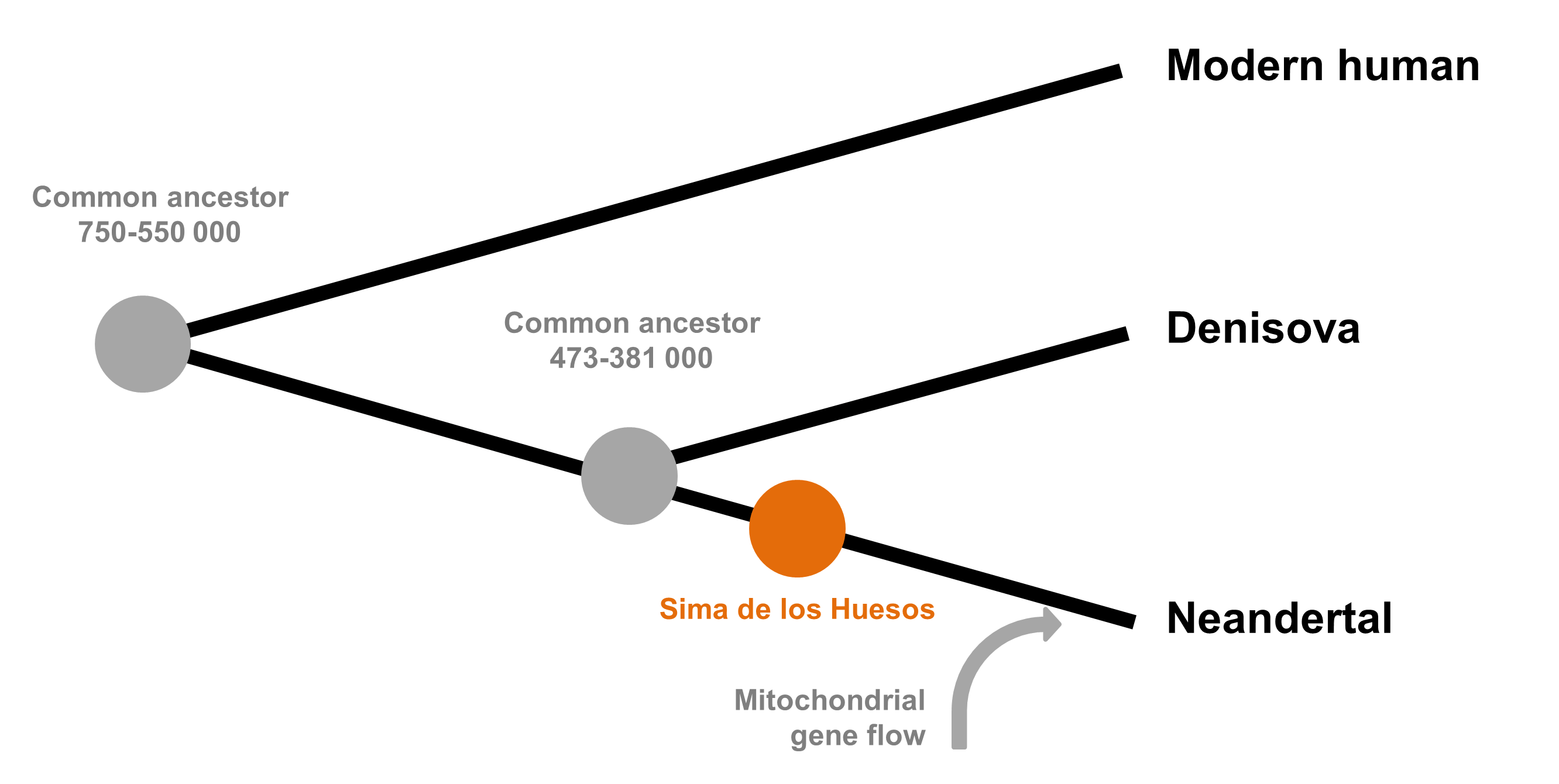
Arbre phylogénétique des lignées humaines récentes proposé en 2016 d'après l'ADN de la Sima de los Huesos

## Interprétations

### Explication du gisement: le premier rituel funéraire?
Deux hypothèses peuvent expliquer ce gisement. La quantité des fossiles découverts, le fait qu'ils aient été placés dans l'aven avant la décomposition des corps selon l'analyse des fractures, l'absence de lien apparent avec des facteurs taphonomiques,, l'absence de toutes les traces d'occupation humaine attendues ou encore de cannibalisme, la présence singulière du biface et la certitude qu'au moins un individu est mort assassiné,, sont autant d'arguments en faveur d'une origine non naturelle : le gisement serait le résultat d'une pratique funéraire rituelle, les corps auraient été jetés dans le puits à leur mort et le biface pourrait avoir un rôle d'offrande. Ainsi la Sima de los Huesos offre peut-être le plus ancien témoignage d'un acte rituel humain jamais documenté, 300 000 ans avant les traces ultérieures de cette pratique en Europe attestée à Es Skhul et Qafzeh,,,,,,. L'hypothèse a toutefois le problème de ne pas expliquer pourquoi on ne retrouve pas l'intégralité des squelettes. L'existence d'une autre entrée, aujourd'hui disparue, dans la Salle des Cyclopes, ne permet pas d'exclure le charriage des corps d'un groupe auquel il serait arrivé un accident brutal, ou bien l'apport soudain de cadavres pas encore décomposés par une meute de charognards, ces scénarios ayant eux-mêmes leurs faiblesses,. Ainsi sans plus d'éléments, le dépôt intentionnel des corps reste l'explication la plus simple envisagée par l'équipe des fouilles.

### Les premiers Néandertal
Lorsque la Sima de los Huesos est découverte en 1976, avec son amoncellement d'os, l'homme de Néandertal est bien connu. En revanche on ignore son origine : d'où est-il apparu ? On ne le croise qu'en Europe, alors quel est son lien avec l'Afrique, continent d'origine ? Quant à Homo sapiens, les questions sont les mêmes. D'ailleurs, s'agit-il d'espèces différentes ? On commence parfois à accepter le clade Homo sapiens neanderthalensis. Mais si ces hommes sont des espèces distinctes, quand ces deux lignées se sont-elles séparées, qui est l'ancêtre commun, d'où vient-il ? Quand Torres découvre la Sima en 1976 la taxonomie d'avant Néandertal et Homo sapiens est déjà obscure : le concept assez vague de Homo heidelbergensis, aux nombreuses définitions proposées, devient une chronoespèce par défaut pour les fossiles qui précèdent Néandertal. À Atapuerca, faute de datation les premières publications sont timides sur la taxonomie. Depuis l'équipe des fouilles n'a cessé de remarquer la proximité de la Sima avec les caractères néandertaliens, plus importante encore que d'autres fossiles contemporains, avec cependant d'autres caractères plus archaïques. 
En 1997 l'équipe se décide à utiliser une nouvelle définition de Homo heidelbergensis pour décrire les individus de la Sima, souhaitant que la masse de fossiles apporte plus de stabilité à ce taxon alors en vogue. Homo heidelbergensis est alors défini comme une étape précédent Néandertal, sans rupture de continuité reproductive, tout comme Ursus deningeri représente l'ancêtre de Ursus spelaeus, et excluerait alors les fossiles africains. Cependant Homo heidelbergensis souffre de ses nombreuses définitions concurrentes, et son holotype qui est une unique mandibule ne permet pas de comparer de nombreux autres caractères. Un dernier élément jette la confusion : en 2007 la datation d'un spéléothème de la Sima montrerait un âge d'au moins 530 000 ans, voire plutôt 600 000 ans. Quelle que soit l'issue, toutes les théories seraient contraintes au grand écart. Vu l'importance du site de la Sima, la communauté internationale des paléoanthropologues s'en retrouve bien gênée. Certains questionnent cette datation et poussent alors pour classer les individus de la Sima de los Huesos avec Néandertal, sous la forme de leurs premiers représentants, dans une volonté de clarifier la cladistique de l'évolution humaine : on devrait classer en Homo neanderthalensis tout fossile où on observe des caractères dérivés propres aux Néandertaliens.
Le changement s'amorce en 2014 quand l'équipe d'Atapuerca publie une nouvelle analyse des crânes à jour des reconstructions effectuées depuis 1997. La publication livre enfin une série de datations toutes cohérentes et convergentes vers un dépôt de 430 000 ans, réglant cette question. Elle rejoint surtout la conclusion qui se dessinait depuis plusieurs années sur Homo heidelbergensis : faute de points communs avec la mandibule de Mauer, on ne peut pas utiliser ce taxon pour décrire les individus de la Sima. Que choisir alors ? Dans l'immédiat les auteurs préfèrent ne rien affirmer : l'ensemble des caractères qui décrivent Néandertal n'étant pas visibles, on peut toujours choisir d'en faire une espèce distincte sur la lignée qui mène à Néandertal, selon le concept initial qui les conduisait à Homo heidelbergensis en 1997,,. D'autre part depuis 2013 l'analyse d'ADN mitochondrial amènerait peut-être même à en faire des Dénisoviens. Toutefois la fameuse analyse de l'ADN nucléaire qui suit en 2016 concourt alors à accorder les principaux partis : elle montre bien l'appartenance première de la Sima à la lignée de Néandertal. Question cladistique, les auteurs d'Atapuerca y cosignent l'affirmation que la Sima sont les premiers Néandertal (ou leur sont étroitement apparentés). Il est évident que l'apparition d'une espèce est progressive, mais ces éléments permettent en tout cas une première convergence des définitions,.